# Schmalkalden

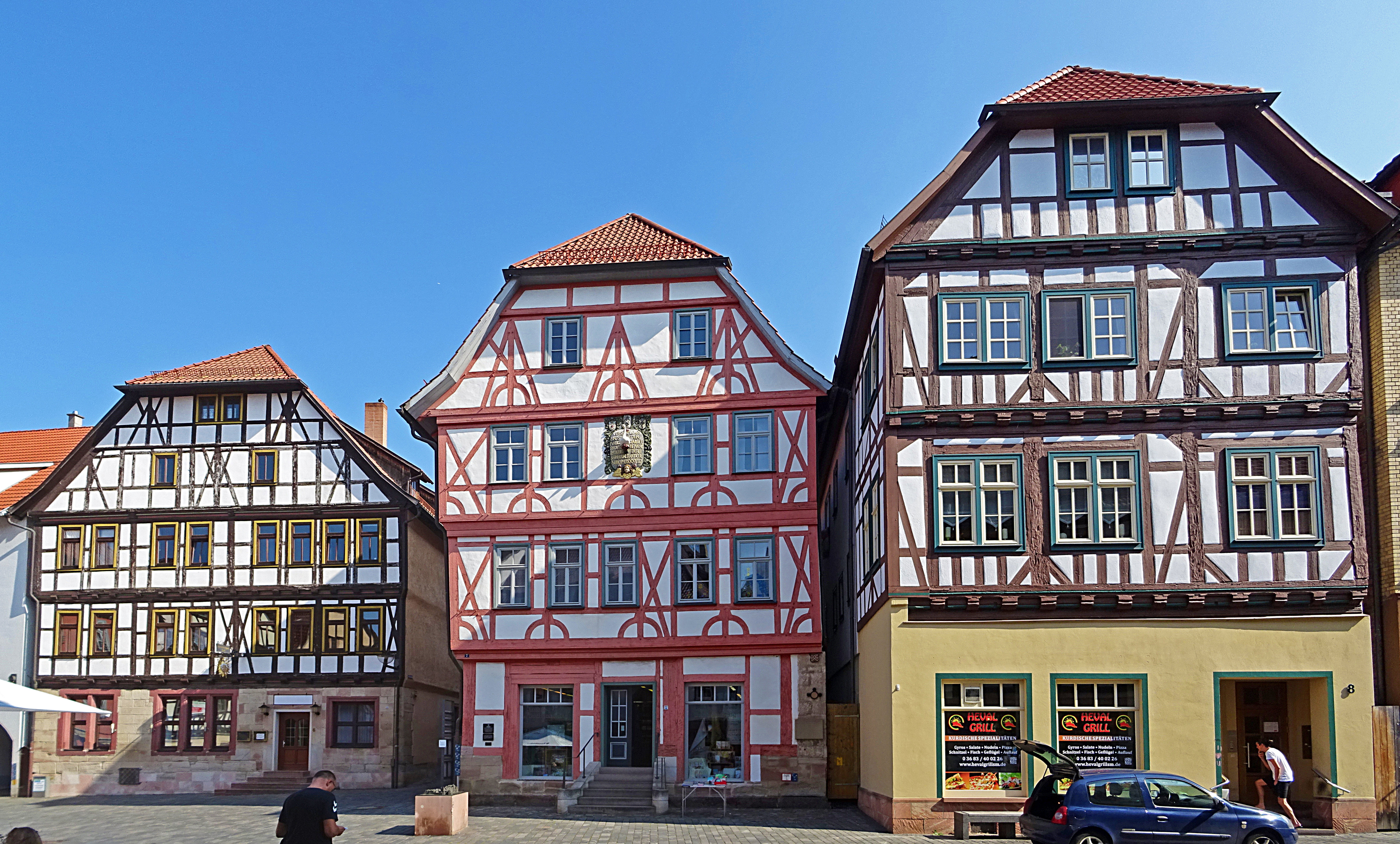
Fachwerkhäuser in der Altstadt

Schmalkalden ist eine Stadt im Südwesten des Freistaates Thüringen. Die lange Zeit zu Hessen gehörende Fachwerk- und Hochschulstadt liegt im Landkreis Schmalkalden-Meiningen, südwestlich des Thüringer Waldes, und ist Teil des kreisübergreifenden und funktionsteiligen Oberzentrums Südthüringen.

## Geographie

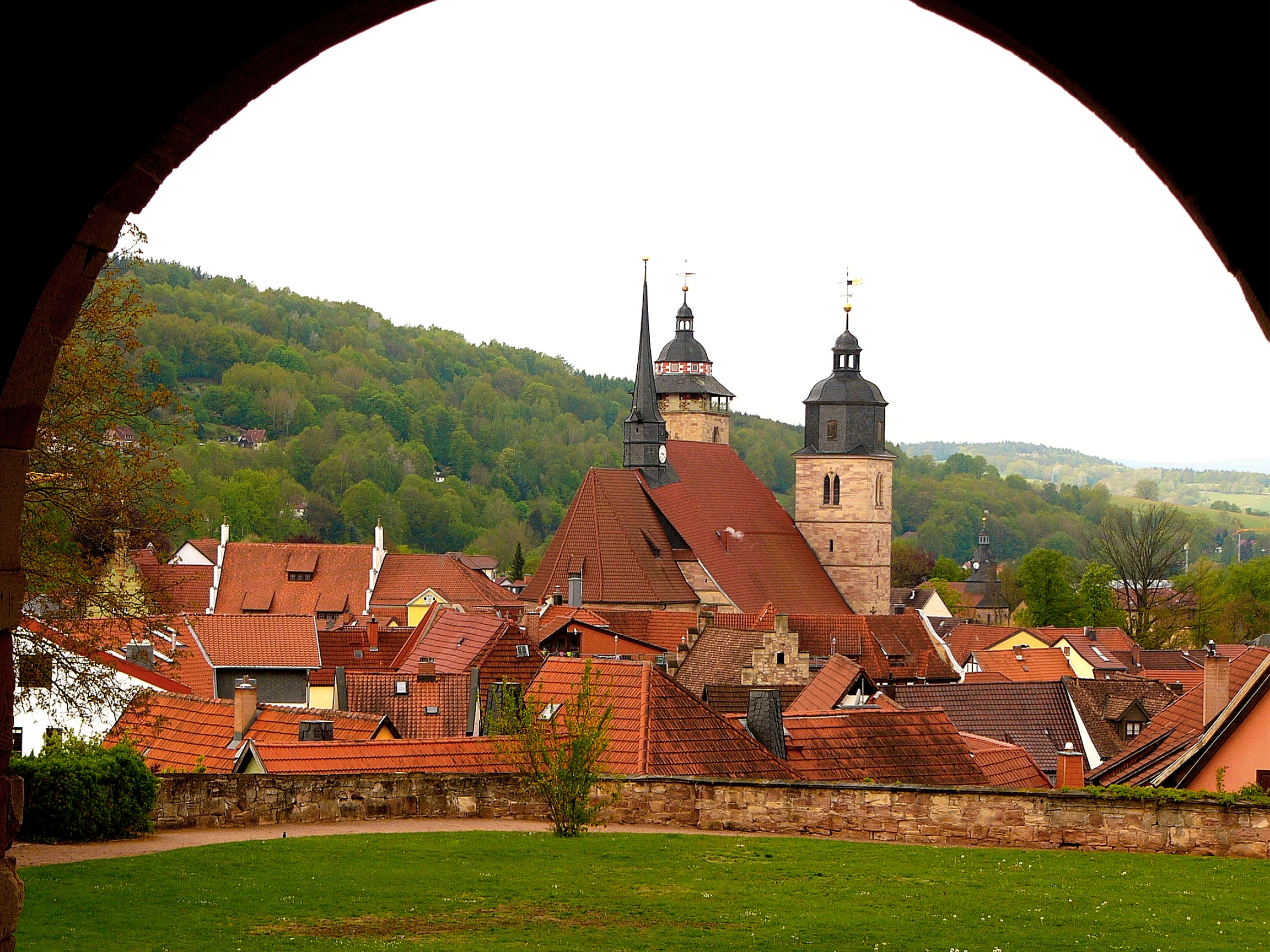
Dächer der Altstadt und die Kirche St. Georg vom Schloss Wilhelmsburg aus gesehen

Die Stadt liegt am Südwesthang des Thüringer Waldes am Zusammenfluss der Schmalkalde und der Stille sowie der Schmalkalde und der Werra.
Angrenzende Gemeinden sind Breitungen/Werra, Fambach, Floh-Seligenthal, Steinbach-Hallenberg, Christes, Metzels, Wasungen, Schwallungen und Rosa.

## Geschichte
Schmalkalden trat im Jahre 874 erstmals als „villa Smalacalta“ in einer Urkunde neben Wasungen und Schwallungen als einer derjenigen Orte im Grabfeldgau auf, den die dem fränkischen Hochadel angehörige Edle Kunihilt dem Kloster Fulda übereignete.
Während der Auseinandersetzungen um den Königsthron zwischen dem Staufer Philipp von Schwaben und dem Welfen Otto IV. wurde der Ort im Jahre 1203 zerstört. Elisabeth von Thüringen verabschiedete sich 1227 in Schmalkalden von ihrem Gatten, Landgraf Ludwig IV. von Thüringen. Ludwig zog über Hessen, Franken, Schwaben und Bayern nach Italien, um dort mit dem Kreuzzugsheer von Kaiser Friedrich zusammenzutreffen. Am 12. September, kurz nach der Einschiffung in Otranto, starb er an einer Infektion.
Ein Jahr später erfolgte zur Feier des Sieges Graf Poppos XIII. von Henneberg († 1245) über den Würzburger Bischof Hermann I. von Lobdeburg in Metzels die Gründung des Schmalkalder Nikolausmarktes. 1247 gelangte Schmalkalden nach dem Tod Heinrich Raspes, des letzten ludowingischen Landgrafen von Thüringen, und im Verlauf des daraufhin einsetzenden thüringisch-hessischen Erbfolgekriegs an die Grafen von Henneberg.

### Stadtwerdung
Schmalkalden wurde 1250 erstmals in einer Urkunde als Stadt erwähnt (cives) und erhielt 1335 das Stadtrecht von Gelnhausen.
Das Stadtsiegel zeigt im Bild: „über einer Mauer mit Tor zwischen zwei Türmen eine Henne auf einem Berg“. Es vereinigt die Merkmale der Stadtarchitektur (Stadtmauer, Türme, Stadttor) mit der durch ihre Größe hervortretenden landesherrschaftlichen Wappenfigur der Henne. Bereits 1272 wurde dieses Siegel als Zeugnis der städtischen Selbstverwaltung benutzt und diente in späterer Zeit als Vorlage für die Ausgestaltung des Stadtwappens.
1320 erfolgte die Gründung des Kollegiatstiftes St. Egidii und Erhardi und des Augustinerklosters in Schmalkalden. Landgraf Heinrich II. von Hessen bestätigte 1360 in einem Brief, dass er gemeinsam mit Elisabeth von Henneberg-Schleusingen, der Witwe des Grafen Johann I. von Henneberg-Schleusingen, Stadt und Amt Schmalkalden sowie Herrenbreitungen „mit Zubehör“ von Albrecht von Nürnberg gekauft habe und mit ihr dazu einen gegenseitigen Erbvertrag abgeschlossen habe. Der Kaufpreis für die beiden Orte betrug 43.000 Goldgulden. Damit wurde die hennebergisch-hessische Herrschaft über Schmalkalden begründet. Durch das nun einsetzende Kondominium wurde die Stadt Schmalkalden geteilt. Östlich und südlich des Schmalkaldekunstgrabens befand sich die hennebergische Hälfte, jenseits des Grabens die hessische Seite. Beide hatten mit dem Hessenhof und dem Henneberger Hof eine eigene Verwaltung in der Stadt. Die sofort ausbrechenden Macht- und Positionskämpfe wirkten sich negativ auf die Herrschaft aus.
Spuren jüdischen Lebens ließen sich mit der Freilegung der Mikwe aus dem 14. Jahrhundert belegen.
Das Rathaus wurde 1419 gebaut. 1437 begann der Bau der Stadtkirche.

### 16. bis 19. Jahrhundert

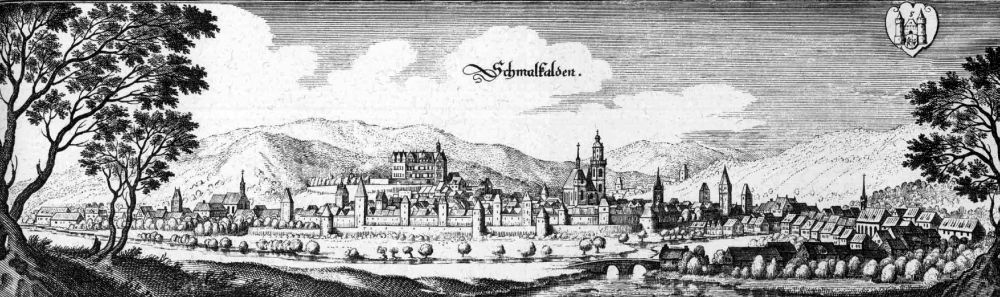
Schmalkalden – Auszug aus der Topographia Hassiae von Matthäus Merian (1655)

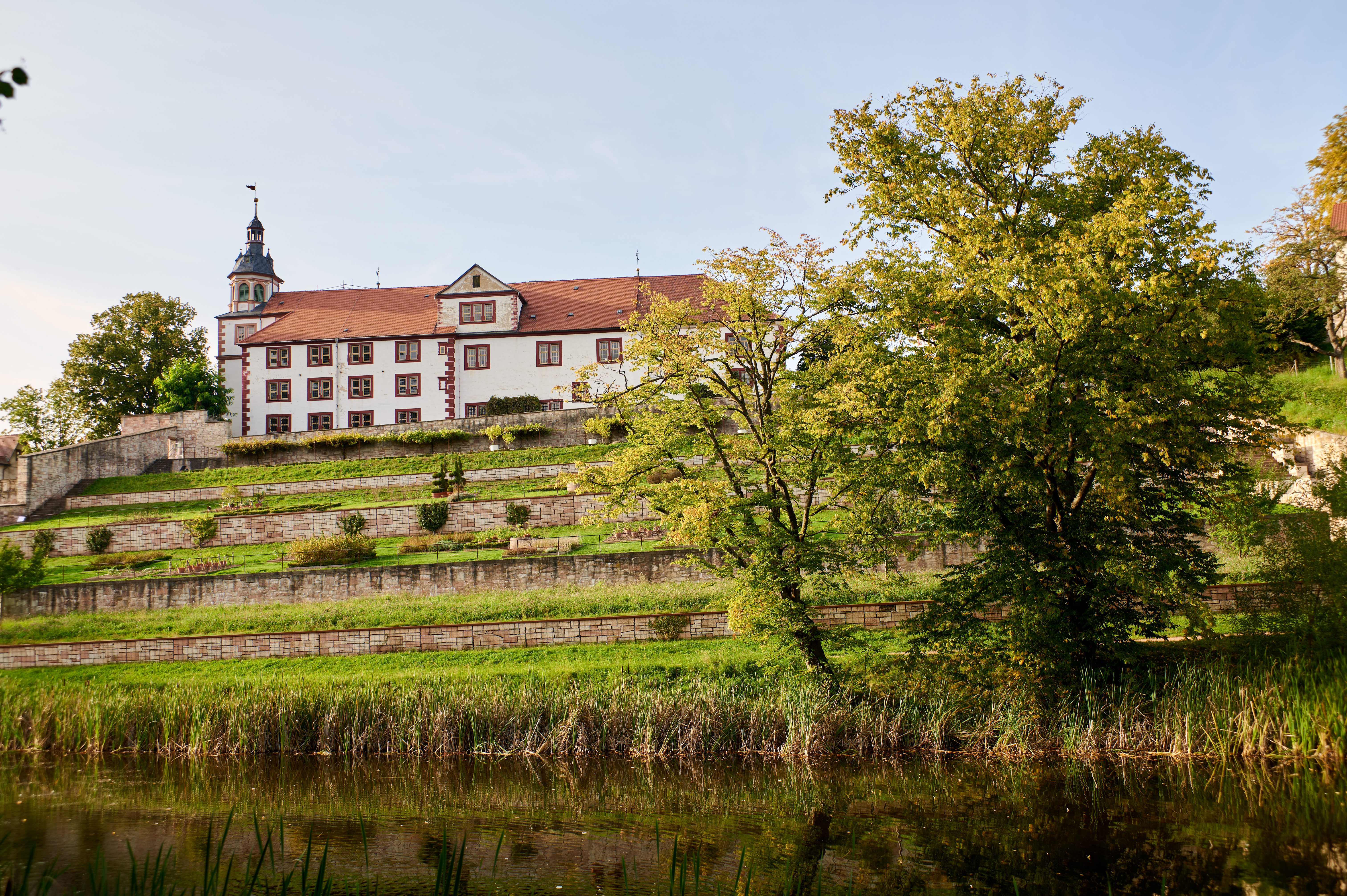
Schloss Wilhelmsburg

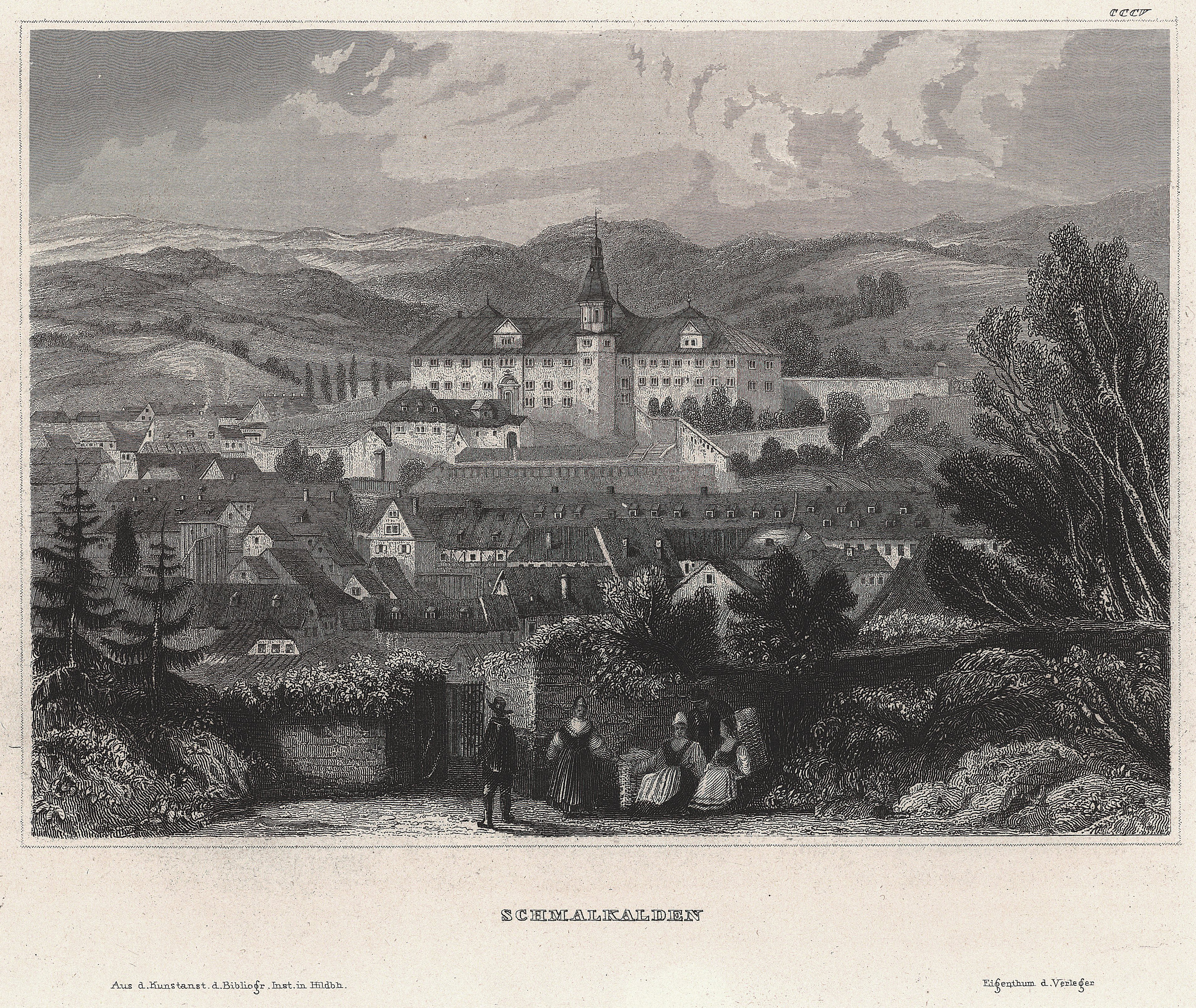
Blick auf Schmalkalden um 1840

Als Exklave und Mittelpunkt der Herrschaft Schmalkalden gehörte die Stadt Schmalkalden seit 1360 zur Hälfte, ab 1584 vollständig, fast 600 Jahre lang zu Hessen.
Bekannt ist Schmalkalden insbesondere durch den 1531 unter der Mitführung des Landgrafen Philipp des Großmütigen von Hessen während des Konvents in Schmalkalden geschlossenen Schmalkaldischen Bund, in dem sich die protestantischen Reichsstände zusammenschlossen, nachdem Kaiser Karl V. auf dem Augsburger Reichstag 1530 die Confessio Augustana, d. h. das protestantische Glaubensbekenntnis, abgelehnt hatte. In der Zeit des Bestehens des Schmalkaldischen Bundes zwischen 1530 und 1547 fanden in Schmalkalden sieben der insgesamt 26 Bundestagungen statt. 1546/47 gipfelten die Auseinandersetzungen zwischen dem Bund und dem Kaiser im Schmalkaldischen Krieg.
Mit dem Tod des hennebergischen Fürstgrafen Georg Ernst im Jahre 1583 starb die hennebergische Erblinie aus. Damit trat der Erbvertragsfall ein, der die seit 1360 andauernde hennebergisch-hessische Doppelherrschaft beendete. Ab 1584 regierte der hessische Landgraf Wilhelm IV. allein in der Stadt und der Herrschaft Schmalkalden. Von 1585 bis 1590 ließ Wilhelm IV. die nach ihm benannte Wilhelmsburg anstelle der aus dem 12. Jahrhundert stammenden Burg Waltaff errichten.
In der Zeit der Hexenverfolgung starb 1605 die Beschuldigte Anna Bühn im Gefängnis; das Verfahren gegen Osanna Abe 1657–1659 endete mit einem Landesverweis.
1611 durften sich wieder jüdische Familien in Schmalkalden niederlassen. Um 1611 wurde ein jüdischer Friedhof angelegt, 1622 folgte der Bau einer Synagoge.
Über mehrere Jahrhunderte saßen Schmalkaldener Deputierte in den Landtagen der Landgrafschaft Hessen-Kassel (bis 1803), des Kurfürstentums Hessen (1831 bis 1866) und im Provinziallandtag der Provinz Hessen-Nassau (1886 bis 1933).

### 20. Jahrhundert bis heute

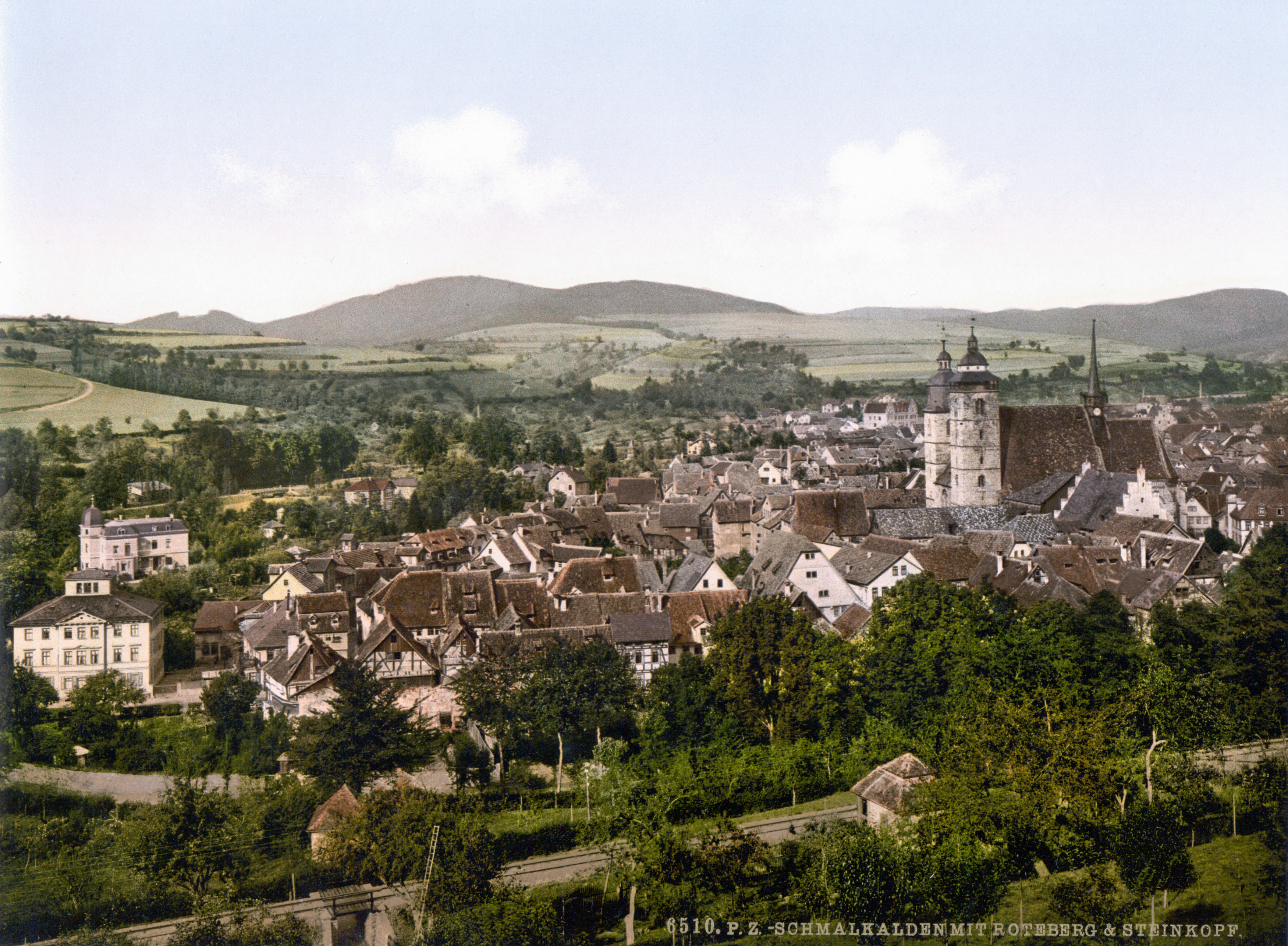
Schmalkalden um 1900

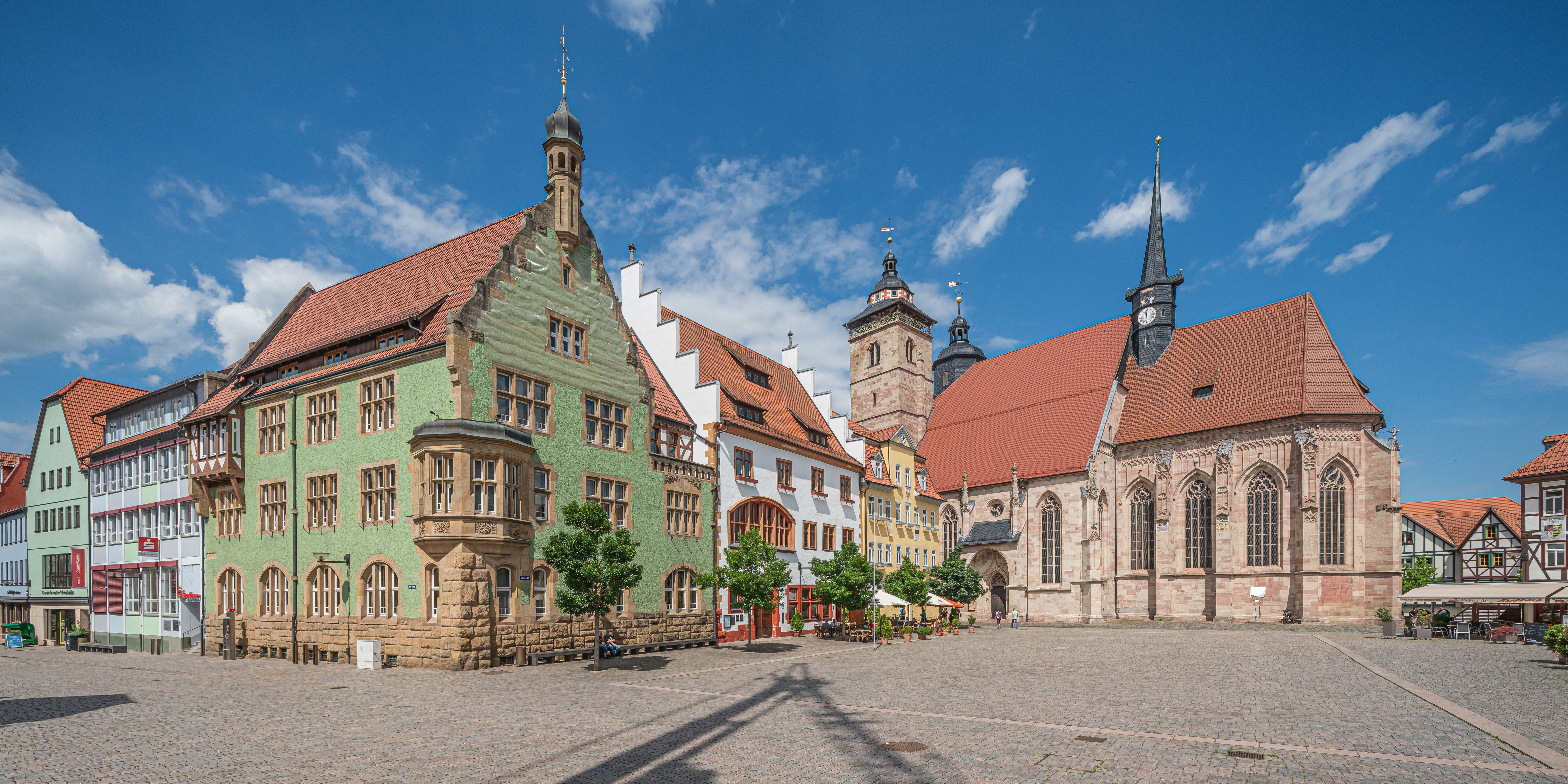
Altmarkt und Stadtkirche St. Georg

Zu Beginn der Zeit des Nationalsozialismus setzte die Verfolgung von Menschen aus politischen, rassistischen und religiösen Gründen ein. Zu den dabei ermordeten gehörten der Gründer und Redakteur der sozialdemokratischen Zeitung Die Volksstimme, Ludwig Pappenheim, der im Januar 1934 im KZ Börgermoor erschossen wurde. Nach Kriegsende gab sich der Ort Kleinschmalkalden den Namen Pappenheim, aber legte ihn nach 1990 wieder ab, ebenso die ehemalige Schule im Walperloh, die seit 1987 seinen Namen trug.
Der Mitbegründer des KJVD Hermann Danz hatte Kontakte zur Widerstandsgruppe Neubauer-Poser in Jena, wurde aber entdeckt, vom Volksgerichtshof zum Tode verurteilt und 1945 in Brandenburg-Görden hingerichtet. Die nach ihm benannte Schule in der Renthofstraße legte 1990 ihren Namen ab, auch eine Gedenktafel an seinem Wohnhaus Klinge 26 wurde entfernt. 2013 wurde an der ehemaligen Hermann-Danz-Schule eine Gedenktafel angebracht. In der Parkanlage Pfaffenbach erinnert ein Gedenkstein an ihn. Auf dem Friedhof Im Eichelbach erinnern Gedenksteine an beide Widerstandskämpfer.
Während der Novemberpogrome 1938 wurde die Synagoge in der Judengasse am 9. November 1938 geschändet, Kultgegenstände öffentlich verbrannt und das Gebäude am folgenden Morgen mit Dynamit gesprengt. Auch wurden Geschäfte in jüdischem Besitz zerstört. Alle jüdischen Bewohner wurden festgenommen. Während die Frauen bald freigelassen wurden, mussten die Männer am 10. November 1938 Aufräumarbeiten an der zerstörten Synagoge und den beschädigten Geschäften leisten. Danach wurden etwa 50 männliche Mitglieder der jüdischen Gemeinde in das KZ Buchenwald verschleppt. Danach emigrierten die jüdischen Familien und die Familien der Sinti. Etwa 15 Personen wurden 1942 als die letzten verbliebenen Juden in die Vernichtungslager des Ostens deportiert. Das mittelalterliche Tauchbad gegenüber der Synagoge wurde 2015 wiederentdeckt.
Die Erbgesundheitsgerichte veranlassten die Zwangssterilisation von 272 Menschen. Aus der Christlichen Pflegeanstalt Schmalkalden-Aue wurden im Zuge der Aktion T4, der Euthanasie-Programms, 113 Frauen und Männer ermordet. Während des Zweiten Weltkrieges mussten 1.755 Kriegsgefangene, sowie Frauen und Männer aus den von Deutschland besetzten Ländern Zwangsarbeit verrichten: auf dem Friedhof, im Stadtbauamt, im Gaswerk, im Krankenhaus, im Schlachthof, beim Straßenbau, im Forstamt, in der Bohrmühle, bei der Firma Gebrüder Heller, bei der Firma H. A. Erbe und bei der Firma Karl Braun. Insgesamt 74 Frauen, Kinder und Männer starben durch die Zwangsarbeit und sind auf dem Friedhof Im Eichelbach begraben.
Schmalkalden war im Zweiten Weltkrieg zweimal das Ziel von Luftangriffen schwerer strategischer Bomber der 8th US Air Force. Am 20. Juli 1944 griffen etwa 30 (geplant 80) B-24 „Liberator“ und am 6. Februar 1945 32 B-17 „Flying Fortress“ mit 75 Tonnen Bombenlast die Stadt an. Es gab zusammen 88 Tote, viele Verletzte und schwere Schäden an Wohnhäusern und Industrieanlagen. Am 6. Februar 1945 wurde der Baubestand der Altstadt erheblich betroffen: besonders die Gebäude in der Haindorfsgasse, vorwiegend zwei- und dreigeschossige, meist verputzte Fachwerkhäuser des 16. bis 18. Jahrhunderts, sowie Teile der Marktbebauung. Ein Teil der zugedachten Bombenlast ging außerhalb der Stadt nieder, besonders in der Queste, aber auch in anderen thüringischen Orten.
Am 3. April 1945 besetzten US-Truppen die Stadt. An dieser Stelle zu erwähnen ist der mutige Einsatz des Chefarztes der Schmalkalder Klinik Friedrich Jahn, der sich den Anweisungen der deutschen Wehrmacht widersetzte und somit für eine kampflose Übergabe Schmalkaldens an die Amerikaner sorgte. Anfang Juli 1945 übergaben die amerikanischen Truppen die Stadt der Roten Armee. Schmalkalden wurde wie das gesamte Land Thüringen gemäß alliiertem Übereinkommen der SBZ zugeschlagen und war mit der DDR-Staatsgründung 1949 Teil des Arbeiter- und Bauernstaates. Zur Mahnung an die Auswüchse des Stalinismus sowie zur Erinnerung an dessen Opfer in der Stadt wurde am ehemaligen Amtsgerichtsgebäude eine Gedenktafel angebracht.
Mit der Auflösung der Provinz Hessen-Nassau durch die NS-Regierung zum 1. Juli 1944 wurde die Stadt mit dem gesamten Landkreis Herrschaft Schmalkalden in den Regierungsbezirk Erfurt eingegliedert, der gleichzeitig der Verwaltung des Reichsstatthalters für Thüringen in Weimar unterstellt wurde und im Jahr 1945 Teil des Landes Thüringen wurde.
1947 wurde eine Gedenkstätte für Zwangsarbeitsopfer aus der Sowjetunion eingerichtet, die 1999 restauriert wurde.
Die im Ort ansässige staatliche Fachschule für Kleineisen- und Metallwarenindustrie wurde 1949 zur Ingenieurschule für Maschinenbau aufgewertet. Im Jahr 1950 wurde die Auflösung des Kreises Schmalkalden vorgenommen. Mit der Verwaltungsreform von 1952 wurde der Kreis mit veränderten Grenzen neu geschaffen und dem neuen Bezirk Suhl zugeteilt. Die Pädagogische Fachschule für Kindergärtnerinnen wurde 1951 gegründet.
Im Rahmen der staatlich angestrebten Industrialisierung wurde seit 1956 die noch stark von Handwerksbetrieben und kleinen Firmen mit staatlicher Beteiligung geprägte Stadt durch eine Fusion der wichtigsten Hersteller zum Hauptstandort der VEB Vereinigte Werkzeug- und Besteckfabriken entwickelt. Der weiterhin auf zahlreiche Betriebsteile im Stadtgebiet und Umland verteilte Großbetrieb wurde unter der Abkürzung WEBEFA bekannt. 1976 wurde er zum Leitbetrieb des Werkzeugkombinates Schmalkalden, dem bedeutendsten Hersteller von Werkzeugen und Elektrokleingeräten in der DDR, der große Bedeutung für den Außenhandel hatte. Der Stammbetrieb befand sich in Schmalkalden und besaß mit der Ingenieurschule für Maschinenbau einen Kooperationsvertrag.
Mit der erfolgreichen Teilnahme der Südthüringer Wintersportler bei Olympiaden und Weltmeisterschaften wurde der Sportgerätebau in Schmalkalden gefördert. Als bedeutendster Hersteller wurde 1976 der VEB Kombinat Sportgeräte „Germina“ mit Stammsitz in Schmalkalden gegründet.
Als kultureller Höhepunkt wurde die Austragung der Arbeiterfestspiele im Jahr 1978 betrachtet. Die Vorbereitung der Veranstaltung hatte eine rege Bau- und Sanierungstätigkeit (in der Regel Fassadensanierungen) im Zentrum der historischen Altstadt und dem Schloss zur Folge, die ab 1985 in weitere Teile des Stadtzentrums fortgesetzt wurde.
Nach 1945 blieb das Gebiet Schmalkaldens weiterhin Bestandteil der Evangelischen Landeskirche von Kurhessen und Waldeck. Nachdem die DDR-Behörden ab 1968 die Beteiligung von Synodalen aus Schmalkalden an den Landessynoden der Evangelischen Landeskirche von Kurhessen und Waldeck verhinderten, wurde auf Grundlage eines Vertrags vom 28. April 1970 (ergänzt durch ein geheimes Zusatzprotokoll der Bischöfe Moritz Mitzenheim und Erich Vellmer über die Option einer Rückgliederung nach der erhofften deutschen Wiedervereinigung) das Dekanat Schmalkalden in die Evangelisch-Lutherische Kirche in Thüringen eingegliedert.

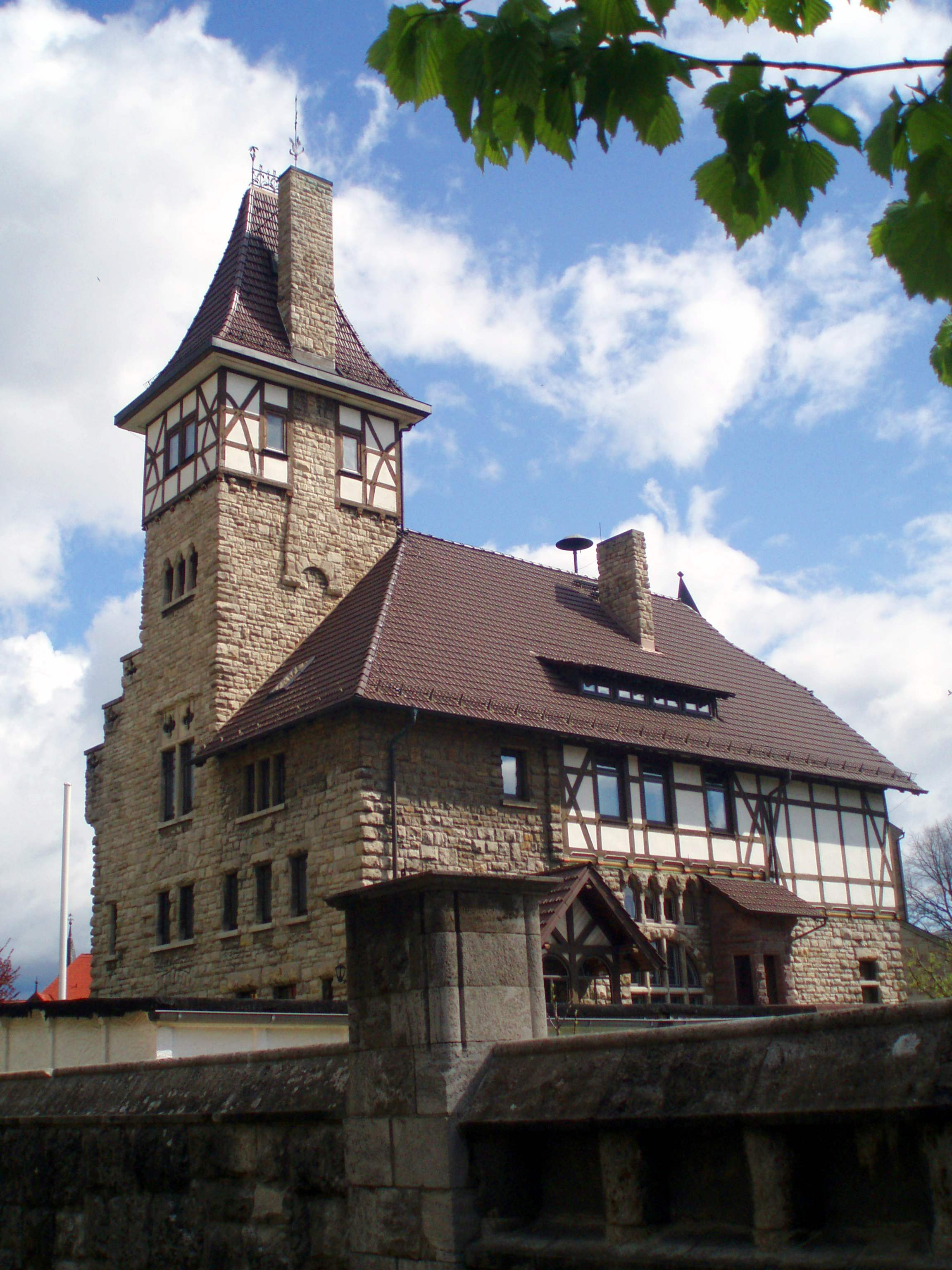
Ehemaliges Gemeindeamt in Wernshausen

Mit der Deutschen Wiedervereinigung im Jahr 1990 erwartete man mit Blick auf die gemeinsame Geschichte den zügigen Beitritt des Kreisgebiets zum Bundesland Hessen, was sich bald als Illusion erwies. Nur im Bereich der evangelischen Kirche gehören die Gemeinden um Schmalkalden seit 1991 wieder zur Evangelischen Kirche von Kurhessen-Waldeck.
Im neu gegründeten Freistaat Thüringen behielt Schmalkalden zunächst den Status und die Aufgaben einer Kreisstadt. Mit der Kommunal- und Gebietsreform von 1994 wurde der Kreis Schmalkalden mit dem Kreis Meiningen vereinigt und Schmalkalden verlor seinen Kreisstadtstatus, behielt aber eine Außenstelle des Landratsamtes. Außerdem war vorgesehen, die Ingenieurschule für Maschinenbau in eine Fachhochschule umzuwidmen. 1991 wurde die Fachhochschule Schmalkalden gegründet, im Jahr 2004 wurde der Stadt der offizielle Titel einer Hochschulstadt zuerkannt.
Das Stadtgebiet hat sich seit den 1950er Jahren durch die Eingemeindung von meist kleinen Umlandgemeinden stark vergrößert. Mit der Eingemeindung des Ortes Wernshausen dehnte sich das Stadtgebiet von Schmalkalden erstmals auch auf ein westlich der Werra gelegenes Gebiet aus.
In der Nacht auf den 1. November 2010 entstand im Ort infolge eines Erdfalls ein Krater [Pos] von ca. 20 Metern Tiefe und einem Durchmesser von 30 bis 40 Metern. Der geologische Landesdienst bestätigte, dass es sich um einen natürlichen Hohlraumeinbruch handelte. Zur Einschätzung der Risiken wurde der Krater aus der Luft aufgenommen. Aufgrund der größeren Flexibilität kam an Stelle eines Helikopters eine Drohne vom Typ md4-1000 zum Einsatz. Mit dem MAV wurden Luftaufnahmen aus bis zu 150 Meter Höhe und einem Radius von 500 Metern gemacht.

### Stadtgliederung und Eingemeindungen
Die Stadt hat folgende Ortsteile:
- Aue
- Asbach
- Breitenbach
- Grumbach
- Haindorf
- Helmers
- Mittelschmalkalden
- Mittelstille
- Möckers
- Näherstille
- Niederschmalkalden
- Reichenbach
- Springstille (seit 6. Juli 2018)
- Volkers
- Weidebrunn
- Wernshausen

### Einwohnerentwicklung
Entwicklung der Einwohnerzahl (ab 1960 31. Dezember):
| 1830 bis 1960 - 1830: 05.327 - 1890: 07.318 - 1905: 09.529 - 1910: 10.018 - 1925: 10.440 - 1933: 10.737 - 1939: 10.851 - 1946: 12.663 (1) - 1950: 12.665 (2) - 1960: 14.022 | 1981 bis 2001 - 1981: 17.385 - 1984: 17.410 - 1994: 19.605 - 1995: 19.391 - 1996: 19.305 - 1997: 19.166 - 1998: 18.952 - 1999: 18.720 - 2000: 18.551 - 2001: 18.370 | 2002 bis 2011 - 2002: 18.237 - 2003: 17.974 - 2004: 17.896 - 2005: 17.910 - 2006: 17.750 - 2007: 17.611 - 2008: 20.405 - 2009: 20.231 - 2010: 19.978 - 2011: 19.476 | 2012 bis 2021 - 2012: 19.463 - 2013: 19.505 - 2014: 19.501 - 2015: 19.291 - 2016: 19.149 - 2017: 19.265 - 2018: 19.732 - 2019: 19.647 - 2020: 19.553 - 2021: 19.555 | 2022 bis 2031 - 2022: 19.234 - 2023: 19.166 - 2024: 19.323 |

Datenquelle ab 1994: Thüringer Landesamt für Statistik
(1) 29. Oktober
(2) 31. August

## Politik

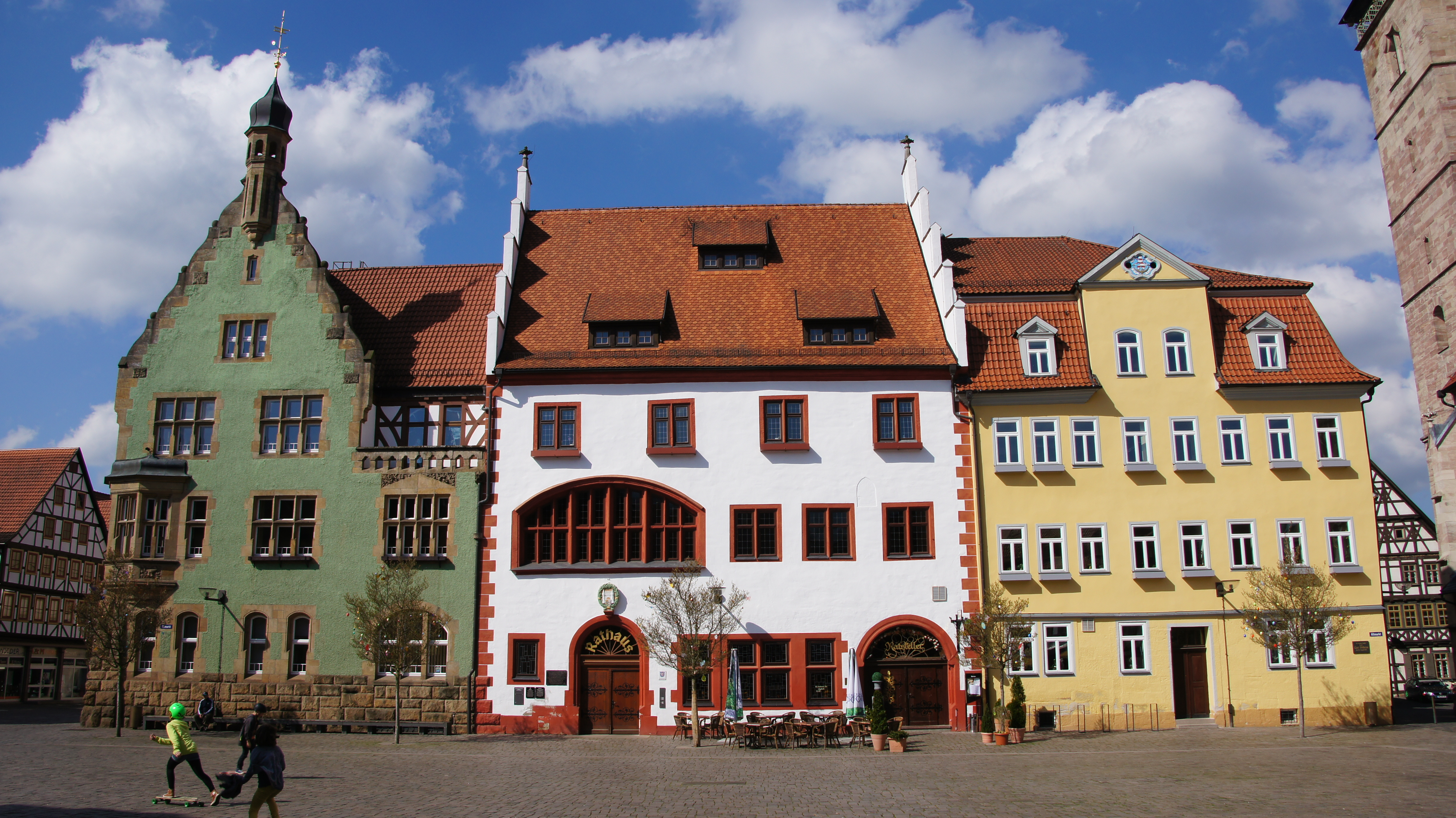
Rathaus am Altmarkt

### Stadtrat
Der Stadtrat setzt sich mit seinen 24 Sitzen seit der Kommunalwahl am 26. Mai 2024 wie folgt zusammen:
| Partei / Liste                                | Stimmenanteil | Sitze   |
| --------------------------------------------- | ------------- | ------- |
| Sozialdemokratische Partei Deutschlands (SPD) | 36,8 %        | 9 Sitze |
| Alternative für Deutschland (AfD)             | 24,6 %        | 6 Sitze |
| Christlich Demokratische Union (CDU)          | 19,3 %        | 5 Sitze |
| Die Linke                                     | 06,9 %        | 2 Sitze |
| Bündnis 90/Die Grünen                         | 03,4 %        | 1 Sitz0 |
| Bürger für Schmalkalden (BfS)                 | 06,5 %        | 1 Sitz0 |

### Bürgermeister
- 1994[21] – 2006 Bernd Gellert (CDU)
- 2006[22] bis heute Thomas Kaminski (SPD)

### Wappen
| Wappen von Schmalkalden | Blasonierung: „In Rot eine zweitürmige silberne Burg mit blauem Dach und vier goldenen Turmknäufen, im offenen Tor ein gespaltener Schild, darin vorn in Gold eine schwarze Henne mit rotem Kamm und roten Lappen auf grünem Dreiberg, hinten in Blau ein neunmal von Silber und Rot geteilter, golden gekrönter Löwe.“ |
| Wappen von Schmalkalden | Wappenbegründung: Der Inhalt des Schildes (Henne und Löwe) geht auf die geschichtliche Entwicklung der Stadt in der Zeit von 1360 bis 1583 zurück. Während dieser Zeit lebte die Stadt Schmalkalden in einem Kondominat (Doppelherrschaft) zwischen der Landgrafschaft Hessen-Kassel und der gefürsteten Grafschaft Henneberg. Als im Jahre 1583 Graf Georg Ernst von Henneberg kinderlos starb, fielen die Henneberger Besitzungen an Landgraf Wilhelm IV von Hessen-Kassel. Von da an zeigte das Wappen nur noch den hessischen Löwen im kleinen Schild. Dieses Wappen wurde bis 1993 verwendet, als wieder das alte Wappen angenommen wurde. |

### Städtepartnerschaften
Schmalkalden unterhält Städtepartnerschaften mit Fontaine in Frankreich und Recklinghausen.
Daneben gibt es Städtefreundschaften mit Tábor (Tschechien), Alpignano (Italien) sowie den deutschen Städten Dinkelsbühl, Remscheid und Waiblingen (seit 1990). Weiterhin bestehen freundschaftliche Beziehungen zwischen dem Schmalkalder Gymnasium und dem deutschsprachigen Gymnasium in Montana (Bulgarien).

## Kultur und Sehenswürdigkeiten

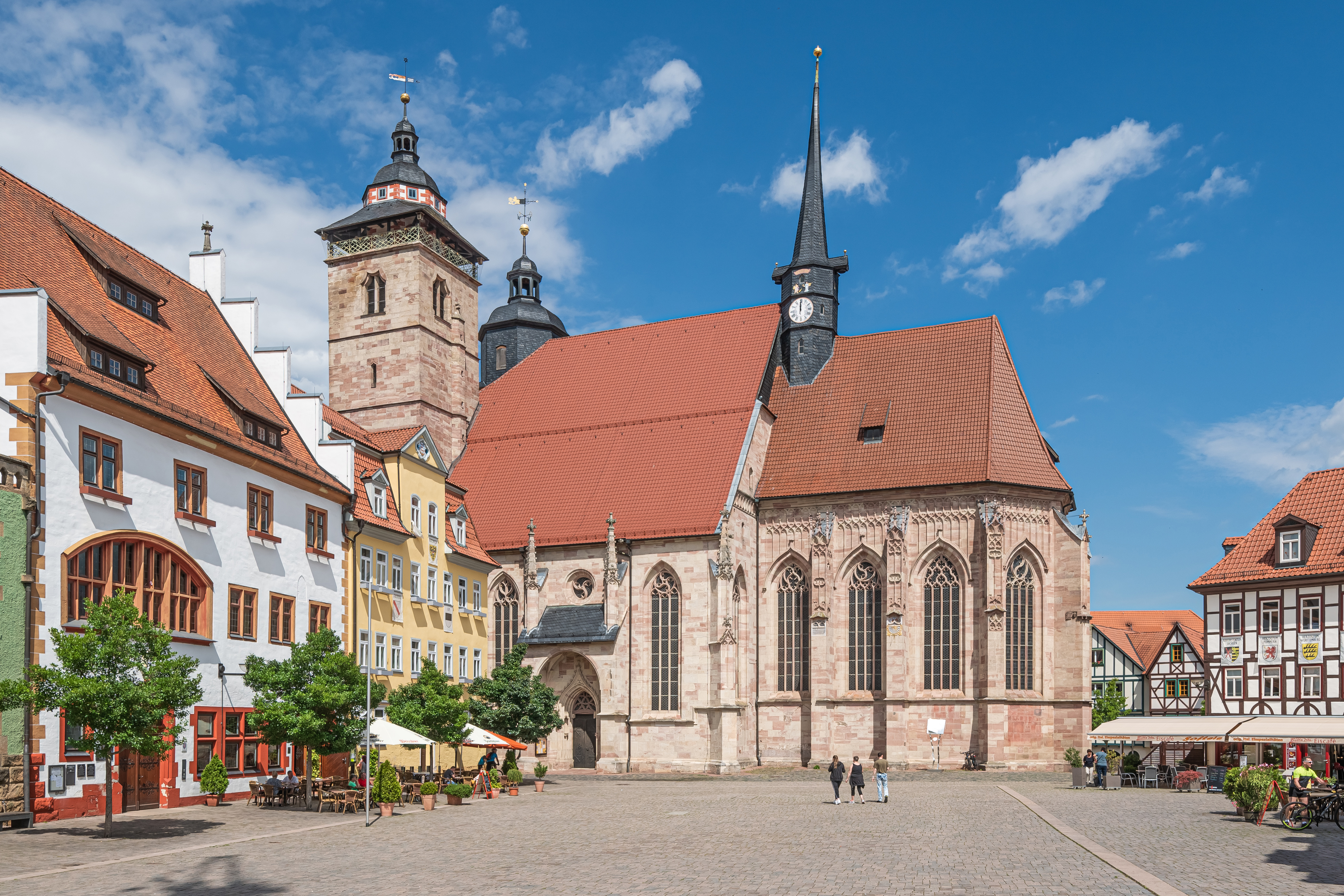
Stadtkirche St. Georg

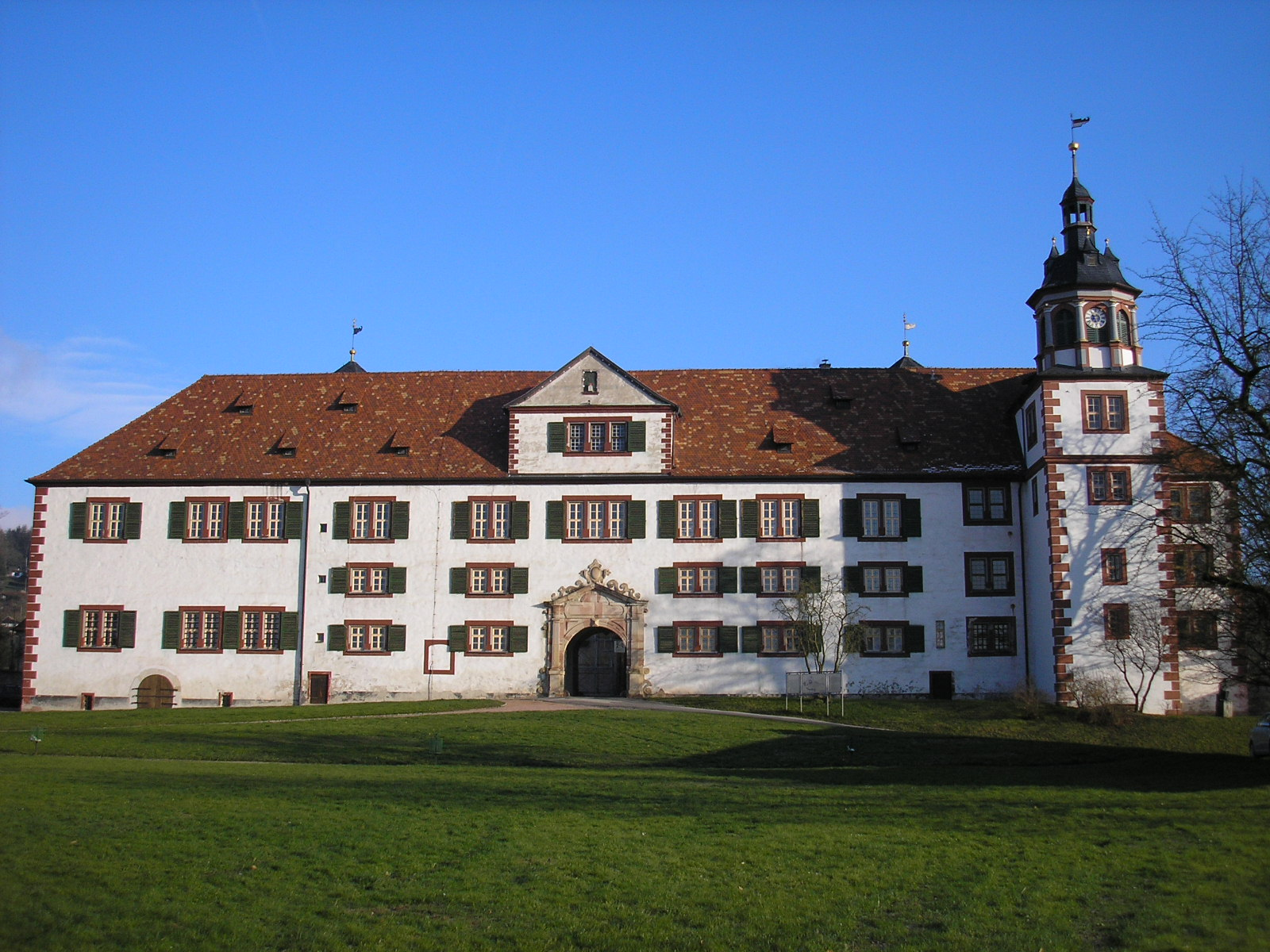
Schloss Wilhelmsburg

→ Siehe auch: Liste der Kulturdenkmale in Schmalkalden

### Bauwerke, Denkmäler und Erinnerungsorte
- Sehenswertes Stadtbild, 90 % der spätmittelalterlichen Fachwerkhäuser sind erhalten geblieben.
- Stadtkirche St. Georg (erbaut 1437–1509)
- Schloss Wilhelmsburg (erbaut 1585–1590)
- Totenhofskirche (erbaut 1760)
- Lutherhaus (erbaut 1530)
- Römisch-katholische Kirche St. Helena
- Neue Hütte (historische Hochofenanlage)
- Hessenhof auf der Westseite des Neumarkts (mit Iwein-Illustrationszyklus 13. Jahrhundert, älteste profane Wandmalerei Deutschlands)
- Haus in der Weidebrunner Gasse 13 (erbaut 1369–1370); das älteste Fachwerkhaus Schmalkaldens zeigt eine Mischung aus Ständer- und Stockwerkbauweise. Es wurde 2013 mit Hilfe der Deutschen Stiftung Denkmalschutz saniert. Es besaß ursprünglich ein Hallen-, ein Wohn- und ein Speichergeschoss und wurde in späteren Zeiten den Bedürfnissen seiner Bewohner angepasst, aber nie vollkommen umgebaut. Das Fachwerkgefüge aus der Bauzeit blieb ebenso erhalten wie mittelalterliche Malereien sowie ein Löschherd aus dem 14. Jahrhundert, als dort eine Schmiede betrieben wurde.[23] Seit der Wiedereröffnung wird im Erdgeschoss Kunsthandwerk angeboten, darüber haben der Förderverein sowie der Verein für Schmalkaldische Geschichte und Landeskunde Büros bezogen. Außerdem gibt es Flächen für Ausstellungen.
- Ehemaliger Marstall (erbaut nach 1618) in der Straße „Hoffnung“ Nr. 30. Ehewappen von Moritz Landgraf zu Hessen-Kassel (1572–1632) und seine zweite Frau, Frau Juliana Landgräfin zu Hessen-Kassel, geborene Gräfin von Nassau-Siegen (1587–1643). Später Amtsgerichtsgebäude. Jetzt Katasteramt Schmalkalden. An dem Gebäude (Giebelseite Kothersgasse) erinnert eine Gedenktafel mit der Inschrift „Hier war 1945 der berüchtigte Kerker des sowjetischen NKWD. Zum Gedenken an unsere unschuldig ermordeten Kameraden. Die Opfer des Stalinismus Thüringen“.
- Heiliggrabbehausung, Pfaffengasse 26. Kemenate mit Treppengiebeln, im Kern romanische Bausubstanz, Obergeschosse aus dem 15. Jh., rechts Anbau aus dem 16. Jh., auf das Jahr 1515 datierter Wappenstein für Wilhelm VI. Graf und Herr von Henneberg-Schleusingen (1478–1559).

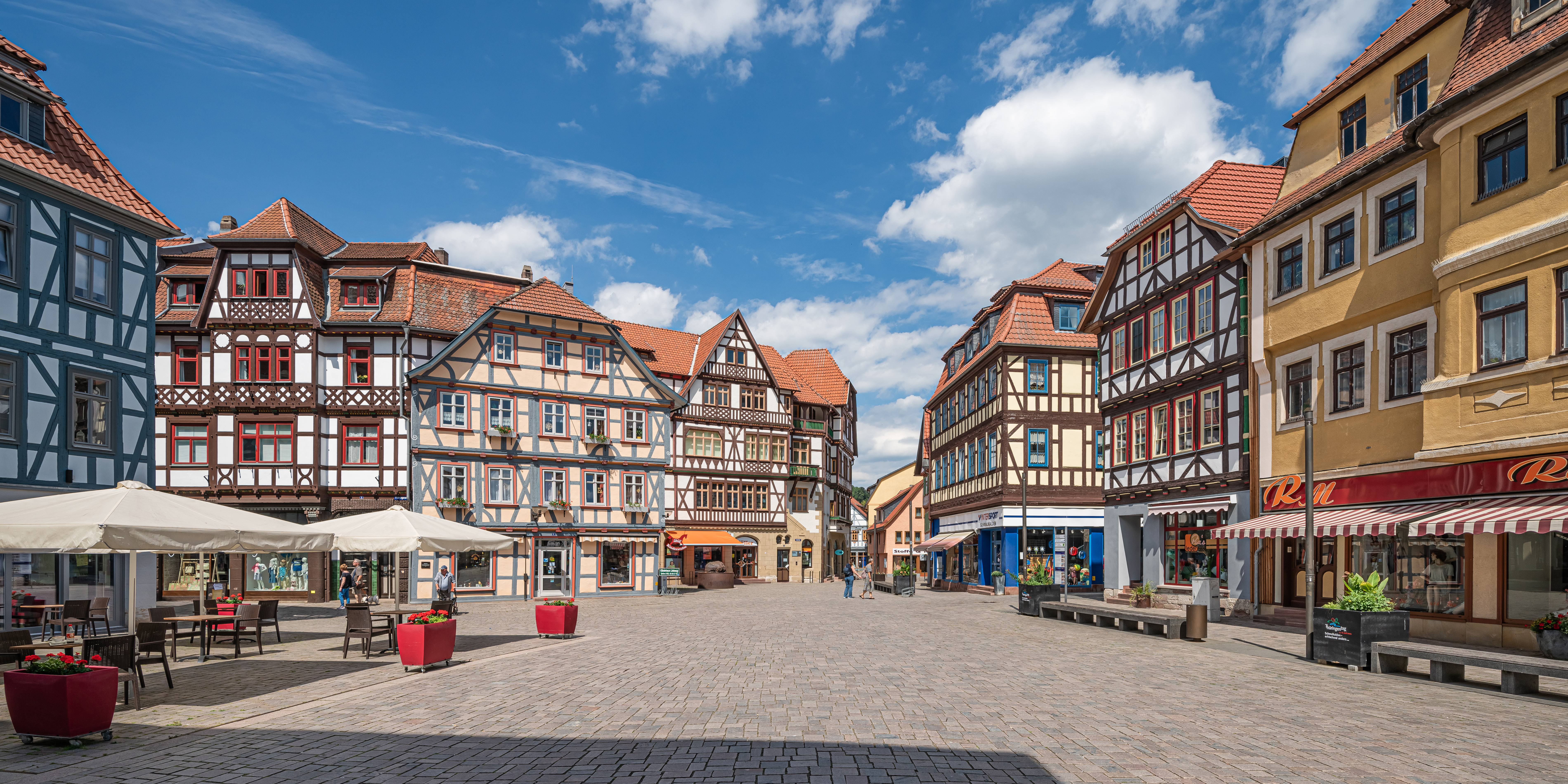
Fachwerkhäuser auf der Salzbrücke
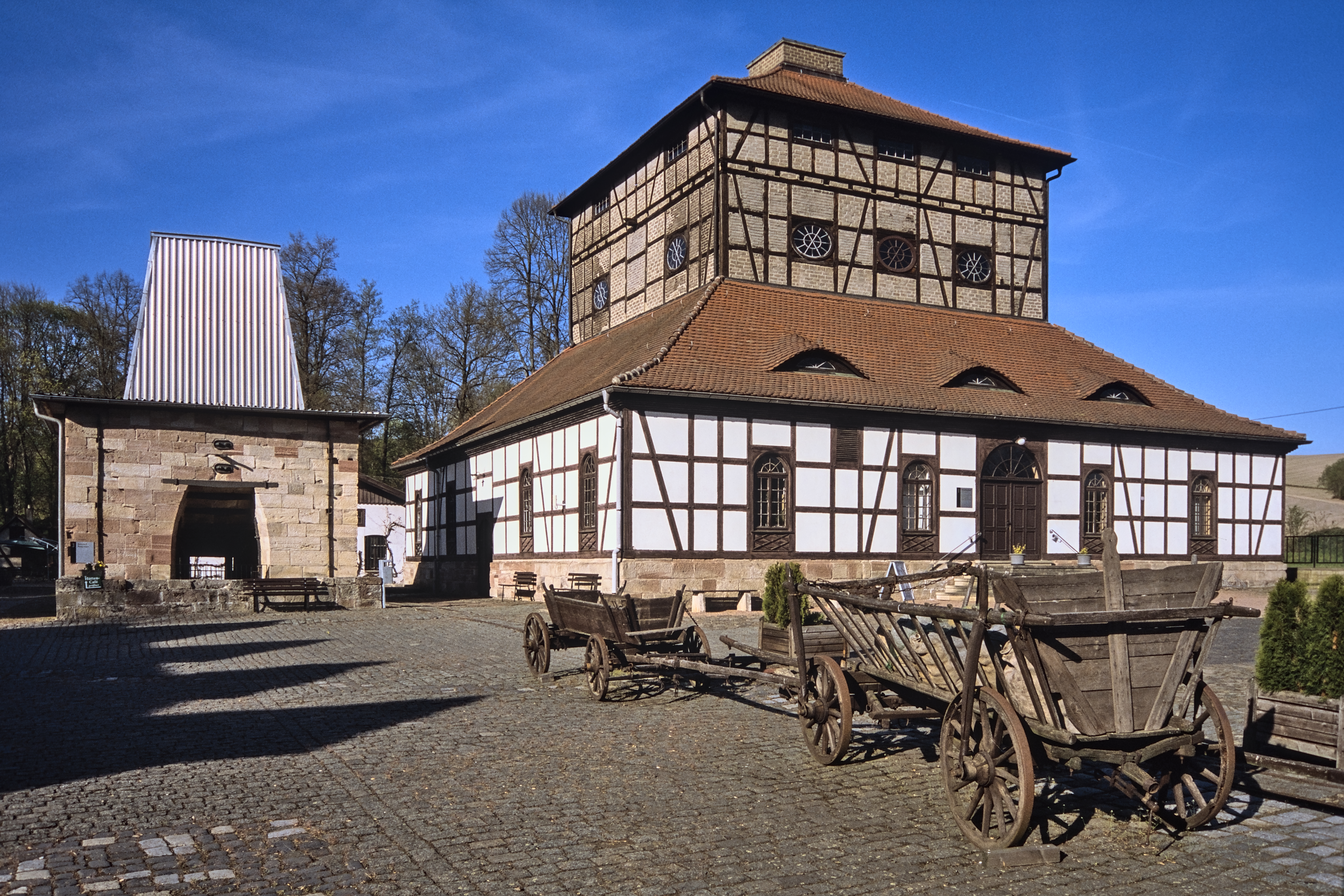
Neue Hütte
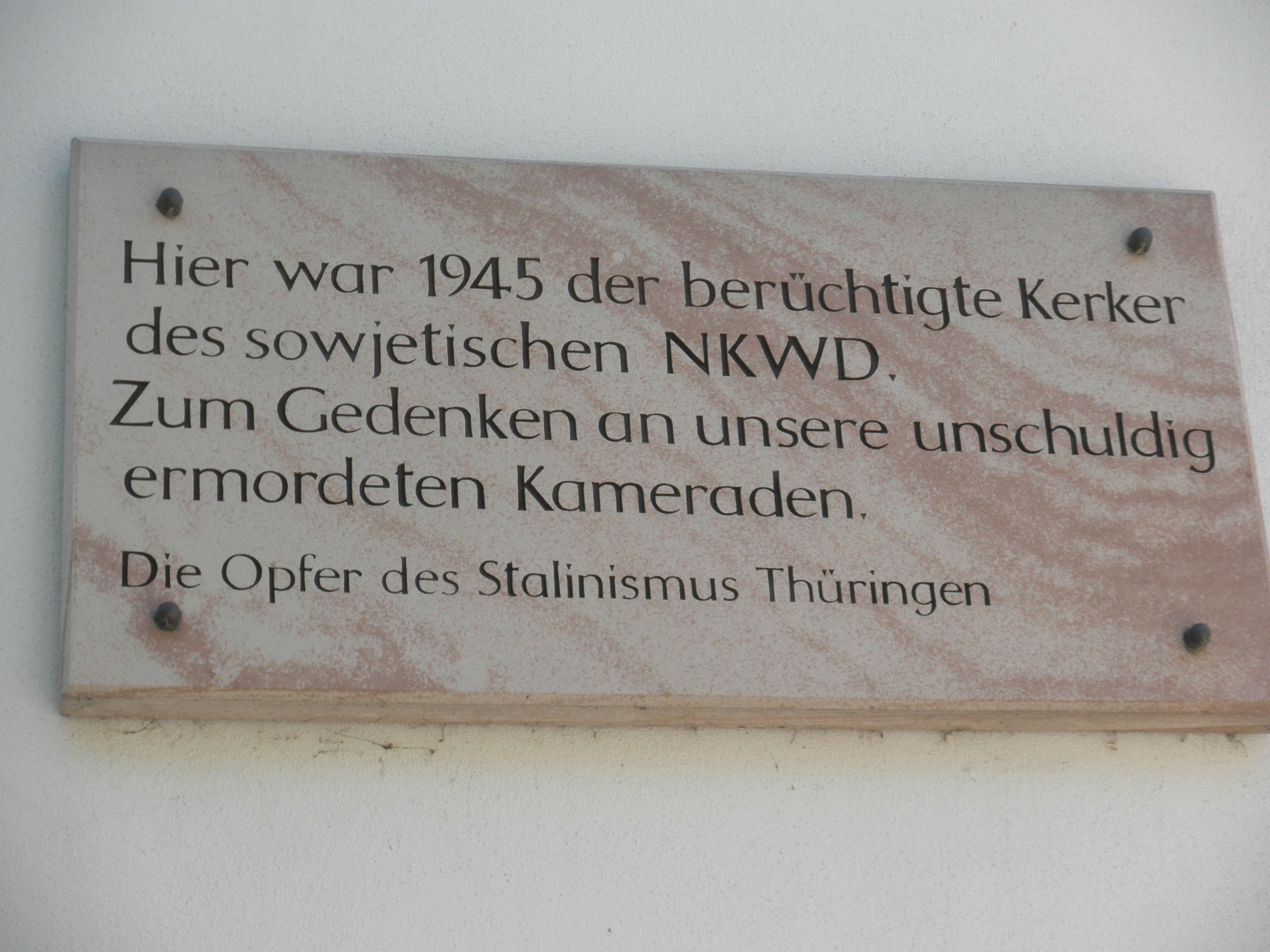
Erinnerungstafel am früheren Amtsgerichtsgebäude
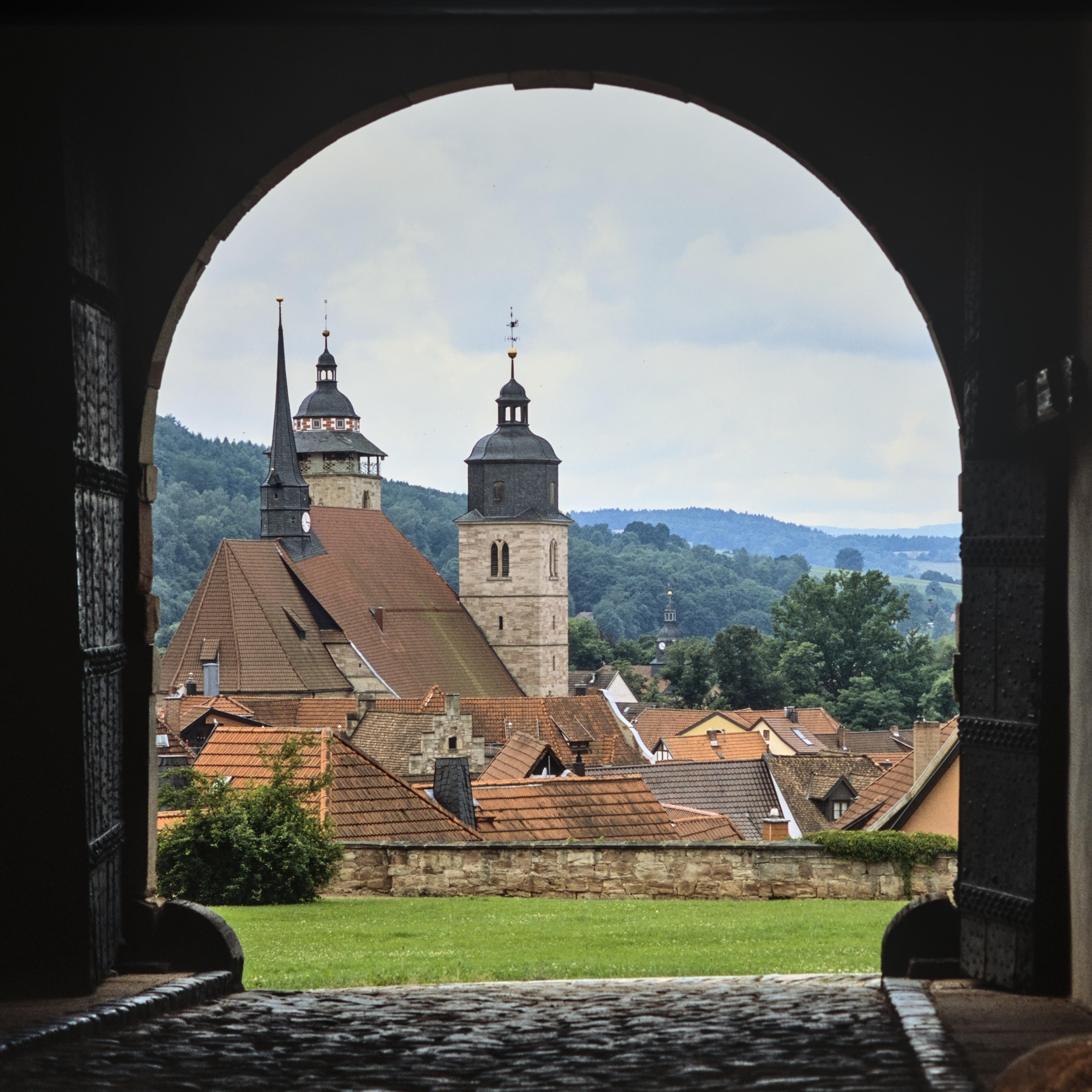
Blick vom Schloss: Stadtkirche St. Georg mit Altstadt

### Museen, Ausstellungen und Galerien
- Museum Schloss Wilhelmsburg
- Technisches Museum „Neue Hütte“
- Historicum Zinnfigurenmuseum[24]
- Fachwerkerlebnishaus[25]
- Otto Mueller Museum der Moderne[26]
- FBF-Galerie[27]
- Viba Nougat-Welt[28]
- Besucherbergwerk „Finstertal“ in Asbach[29]

### Landesgartenschau 2015
Vom 25. April bis 4. Oktober 2015 fand in der Stadt die Thüringer Landesgartenschau Schmalkalden 2015 statt.

### Regelmäßige Veranstaltungen
- Schmalkalder Hirschessen (Stadtfest), letztes Augustwochenende
- Sommerfilmnächte (Open Air Kino)
- „Schmalkalder Herrscheklasmarkt“ – historischer Weihnachtsmarkt in Schmalkalden
- „Schmalympische Spiele“ der Hochschule Schmalkalden

### Mundartprobe
Bas me üwer onser all Staadt Schmakalle moss wess

Mi Schmakalle es e ganz all Staadt, de schonn ville honnerte Joahr of’n Buckel hatt. Behärbärgt hatt se ville berühmte Lüt, se senn net vergässe woar’n bes hüt. Der Martin Luther, der de Bibel üwersatzt hat, gehört dazo, awer au si Freund, der Philipp Melanchton war e bekaanter Moa. Ör Önnerkunft hatten se gefonne in dän Lutherhuus of’n Lutherplatz un in der jetzig Roseapothäke in der Steigass. Der Welhelms Karl, der ville Kompositione geschrewe hat, war e Schmäkäller, der dorch de Komposition zor «Wacht am Rhein» si Heimatstaadt berühmt gemacht hat. Ofn Schlooß honn ville Forschte, Grafe un Prinze gelaat, es hat awe villen gefalle in onsere hüsche Staadt.

(Hans Schwarz)

## Wirtschaft und Infrastruktur

### Wirtschaft
Ökonomische Grundlage der Entwicklung des Gebietes um Schmalkalden war der Abbau und die Verarbeitung von Braun- und Roteisenstein (Eisenerz). Im Jahr 1340 fand der Erzabbau erste urkundliche Erwähnung. 

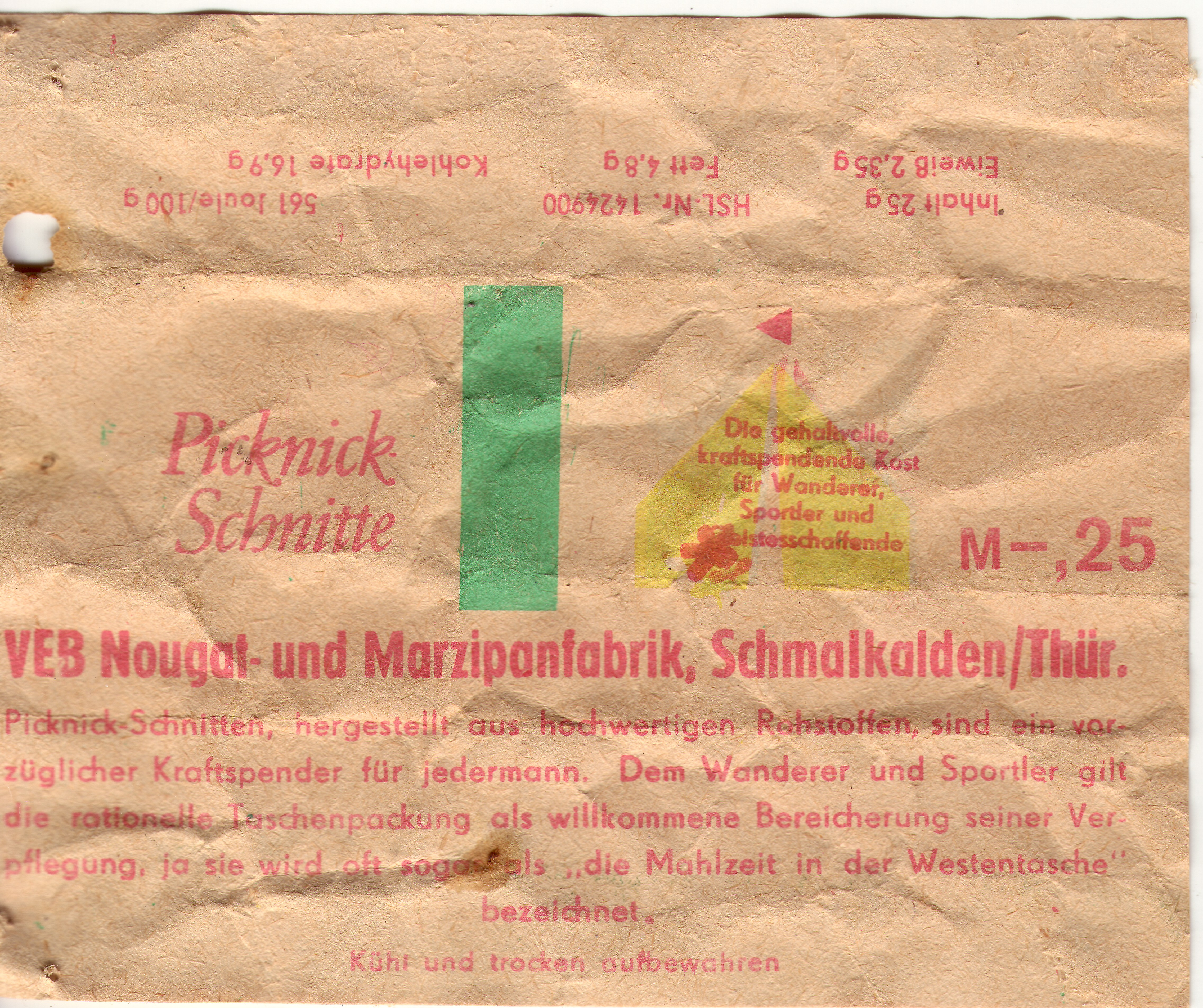
Bei Wanderern und Sportlern beliebt: Die Picknick-Schnitte aus Schmalkalden

Durch die Nähe des reichen Holzbestandes im Thüringer Wald war es möglich, die Verhüttung des Erzes im Umfeld des Abbaues mittels Windöfen durchzuführen. Diese wurden im Laufe der Zeit durch den Niederen bzw. Hohen Blauofen ersetzt.
Im Jahre 1397 waren sogenannte „Schmalkalder Artikel“, eine Bezeichnung für in der Stadt gefertigten Stahlwaren, auf der Frankfurter Messe vertreten. Um das Jahr 1554 gab es 225 Schmiedewerkstätten. Die Fertigung von Eisen- und Stahlwaren erstreckte sich dann unter anderem auf Ahlen und Bohrer, Messer und Scheren, Striegel und Löffel, Hufeisen, Zangen und Spieße. Um die Jahrhundertwende zum 20. Jahrhundert begann der Wandel vom Handwerk zur industriellen Fertigung. Heute besteht das wirtschaftliche Profil der Stadt Schmalkalden aus Betrieben der Werkzeugindustrie, des Sondermaschinen- und Werkzeugbaus, der Lebensmittelindustrie und der Getränkeindustrie sowie der Holzbearbeitung und des Baugewerbes. Bekannte Unternehmen waren in der DDR das Werkzeugkombinat Schmalkalden und der VEB Kombinat Sportgeräte „Germina“ Schmalkalden und ist bis heute die Thüringer Waldquell (Mineralwasser- und Vita-Cola-Produzent). Zu DDR-Zeiten waren die Produkte der VEB Nougat- und Marzipanfabrik „Nouma“ Schmalkalden in der ganzen DDR bekannt. Der Betrieb war bis 1990 Teil des Kombinats Süßwaren. Der Nougat-Hersteller Viba Sweets GmbH eröffnete 2012 für Besucher die Viba Nougat-Welt.

### Verkehr
Seit der Eingemeindung von Wernshausen im Dezember 2008 verläuft die Bundesstraße 19 über das Gebiet der Stadt Schmalkalden. Die nächste Bundesautobahn ist die A 71. Die Entfernung zur Anschlussstelle Meiningen-Nord beträgt etwa 24 Kilometer und zu den Anschlussstellen Suhl/Zella-Mehlis sowie Oberhof sind es etwa 26 Kilometer. Um die Stadt für wirtschaftliche Investitionen attraktiver zu machen, hat man sich darauf geeinigt, die Bundesstraße 62 (Bad Hersfeld–Barchfeld) bis zur A 71 im Raum Suhl/Zella-Mehlis zu verlängern. In diesem Zusammenhang soll die bereits bestehende Straße ausgebaut werden, da der Verkehr aus dem Südthüringer Wirtschaftszentrum Suhl/Zella-Mehlis in Richtung Osthessen (Bad Hersfeld, Kassel) zugenommen hat und die bisherigen Straßen ihn nicht mehr bewältigen können. Dazu ist bereits eine Ortsumgehung für Schmalkalden im Bau. Schmalkalden liegt an der Deutschen Fachwerkstraße.
Mit der Strecke Wernshausen–Zella-Mehlis(–Suhl) ist Schmalkalden seit 1874 an das Bahnnetz angebunden. Diese wird von der Süd-Thüringen-Bahn befahren. Auf Schmalkalder Gebiet befinden sich der Bahnhof Schmalkalden, die Haltestellen Schmalkalden Fachhochschule (ehem. Stillertor), Auehütte, Mittelschmalkalden, Niederschmalkalden sowie Wernshausen. Dort kann in Züge der Werrabahn umgestiegen werden. Der Stadt- und Regionalverkehr mit Bussen wird von der Meininger Busbetriebs GmbH angeboten. Die Bahnstrecke Schmalkalden–Kleinschmalkalden ist stillgelegt.

### Bildung

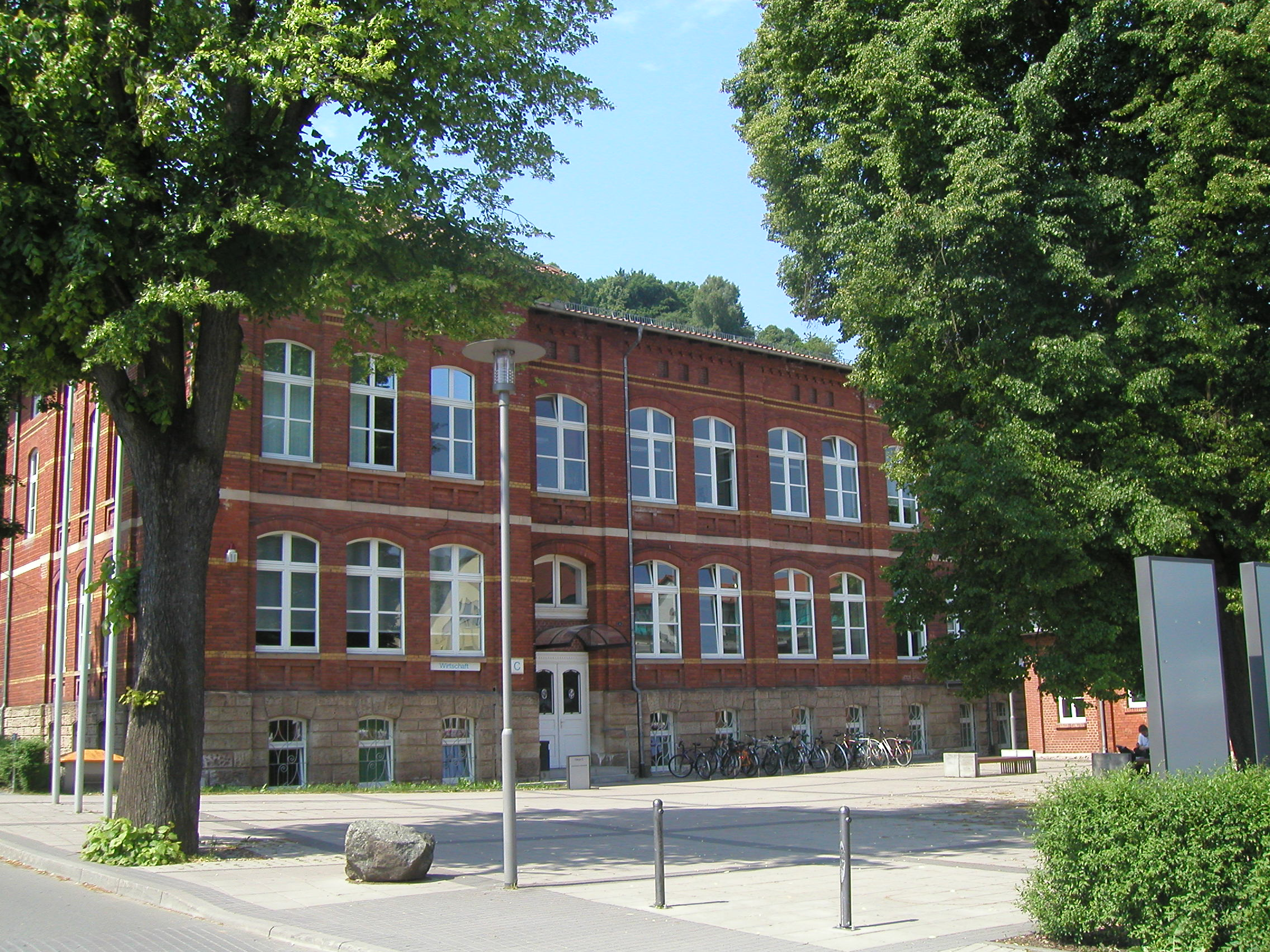
Fachhochschule Schmalkalden, Gebäude C

1902 wurde die „Königliche Fachschule für Kleineisen- und Stahlwarenindustrie Schmalkalden“ gegründet, die 1918 den Status einer Staatlichen Fachschule erhielt. Aus ihr ging 1950 die Ingenieurschule für Maschinenbau hervor, die eine wichtige Ingenieurschule im Bildungssystem der DDR war. Die 1991 gegründete Hochschule Schmalkalden schließt an diese Traditionen an, ist jedoch kein Rechtsnachfolger der früheren Schulen. Seit 2004 ist die Stadt berechtigt, die Bezeichnung „Hochschulstadt“ zu führen.
Das Berufsbildungszentrum Schmalkalden bietet weitere Berufsausbildungsmöglichkeiten. Berufsschüler des Berufsbildungszentrums beteiligten sich am Bau von mehreren Objekten im Nationaldenkmal Skulpturenpark Deutsche Einheit.
Schmalkalden verfügt über drei Grundschulen (in Schmalkalden und Asbach), eine Regelschule (Staatliche Regelschule Schmalkalden) und ein Gymnasium (Philipp-Melanchthon-Gymnasium Schmalkalden) sowie ein Berufsbildungszentrum BBZ (Berufsschule, Berufsfachschule, Fachoberschule und berufliches Gymnasium). Das Staatliche Regionale Förderzentrum „Ludwig Bechstein“ Schmalkalden fördert und unterstützt die Persönlichkeit behinderter Kinder und Jugendlicher im schulischen Bereich. Weitere Bildungseinrichtungen sind die Pestalozzi-Schule Schmalkalden, das Blindeninstitut Thüringen und die Volkshochschule Schmalkalden.
Der Musikverein Schmalkalden und die Musikschule bieten musikalische Früherziehung und solide Breitenausbildung.

### Medizinische Einrichtungen
Das 1945 eröffnete Elisabeth Klinikum Schmalkalden, ein Krankenhaus der Grund- und Regelversorgung, hat rund 317 Mitarbeiter (Stand: 2014) und besitzt mit den medizinischen Fachbereichen eine große Bedeutung für die Region Schmalkalden. Gemeinsam mit den anliegenden MVZ und Dialysezentrum bietet es ein kleines regionales Gesundheitszentrum. Für akute medizinische Fälle stellt der DRK Kreisverband Schmalkalden e. V. eine Rettungswache im Stadtzentrum.

## Persönlichkeiten

### Ehrenbürger
- Paul von Hindenburg (1847–1934), Generalfeldmarschall[33]

### Söhne und Töchter der Stadt
Mit Kati Wilhelm, Sven Fischer und Frank Luck stammen drei der insgesamt neun deutschen Biathlon-Weltcupsieger der Nachwendezeit aus Schmalkalden.
- Johannes Matthaeus (1526–1588), evangelischer Theologe
- Johannes Malsius (um 1545–1594), evangelischer Geistlicher, Hofprediger in Wolfenbüttel
- Johann Steuerlein (1546–1613), Kirchenlieddichter
- Vincentius Schmuck (1565–1628), evangelisch-lutherischer Theologe und Kirchenlieddichter
- Balthasar Simon (1591–1635), Arzt und Professor an der Universität Tübingen
- Tobias Ries (* um 1616), Bürgermeister von Schmalkalden
- Johannes Bornschürer (1625–1677), evangelischer Theologe
- Valentin Friderici (1630–1702), Philologe und Theologe
- Christoph Cellarius (1638–1707), Hallenser Gymnasialdirektor und Geschichtsprofessor
- Jacob Waitz (1641–1723), Arzt, Bürgermeister und Steuereinnehmer in Gotha
- Johann Heinrich Rumpel (1650–1699), Dichter und Pfarrer
- Johann Tobias Ries (1652–1715), deutscher Jurist, Verwaltungsbeamter und Diplomat
- Johann Conrad Geisthirt (1672–1737), Historiker, Verfasser von Historia Schmalcaldia
- Jesaias Friedrich Weissenborn (1673–1750), lutherischer Theologe
- Karl I. (1682–1770), paragierter Landgraf von Hessen-Philippsthal
- Johann Michael Müller (1683–1743), Organist und Komponist des Spätbarock
- Johann Sebastian Hauschka (1695–1775), Hofbüchsenmacher
- Johann Simonis (1698–1768), evangelischer Theologe und Orientalist
- Hieronymus Köhler (1713–1774), deutscher Rechtsanwalt und Amtmann
- Jonas Christoph Lutz (1757–1815), deutscher Kaufmann und Abgeordneter, Bürgermeister von Schmalkalden
- Christian von Massenbach (1758–1827), preußischer Oberst und Schriftsteller
- Salomon Friedrich Merkel (1760–1823), Jurist in Kassel
- Johannes Auffahrt (1793–1857), geboren in Unterrohn, Kommunalpolitiker und Mitglied der Kurhessischen Ständeversammlung
- Karl Friedrich Vollgraff (1794–1863), Jurist und früher Soziologe
- Friedrich Siegmund Wolff (1799–1848), Bürgermeister, Mitglied der Kurhessischen Ständeversammlung
- Heinrich Henkel (1802–1873), liberaler Politiker, Mitglied der kurhessischen Ständeversammlung und der Frankfurter Nationalversammlung
- Theodor Heinrich Wiedemann (1808–1862), Bürgermeister und Mitglied der kurhessischen Ständeversammlung
- Wilhelm Schmidt (1811–1892), Verwaltungs- und Kirchenjurist in Hessen
- Carl Wilhelm (1815–1873), Chorleiter und Komponist unter anderem von Die Wacht am Rhein
- Siegmund Pfannstiel (1819–1890), Gutsbesitzer und Abgeordneter des Provinziallandtages der Provinz Hessen-Nassau sowie des Preußischen Abgeordnetenhauses
- Carl Ludwig Fack (1820–1870), Landtagsabgeordneter in Kurhessen
- August Rossbach (1823–1898), Philologe und Archäologe
- Friedrich Adolf Brack (1827–1893), Bürgermeister und Abgeordneter des Provinziallandtages der Provinz Hessen-Nassau
- Heinrich Wilhelm Michel (1828–1898), Bürgermeister in Schmalkalden und Abgeordneter des Kurhessischen Kommunallandtages
- Hugo Simon (1831–1922), Abgeordneter des Kurhessischen Kommunallandtages
- Heinrich Wilhelm Michel (1836–1898), Bürgermeister und Abgeordneter des Kurhessischen Kommunallandtages
- Carl Christian Friedrich Uttendörfer (1836–1907), Unternehmer und Abgeordneter des Kurhessischen Kommunallandtages des Regierungsbezirks Kassel
- Hermann Schmidtmann (1841–1919), Unternehmer
- Friedrich Siegmund Pfannstiel (1847–1922), Gutsbesitzer und Abgeordneter des Provinziallandtages der preußischen Provinz Hessen-Nassau
- Jacob Wachenfeld (1855–1914), Bankier und Abgeordneter des Provinziallandtages der Provinz Hessen-Nassau
- Bernhard Pfannstiehl (1861–1940), Organist
- Georg Lang von Langen (1868–1945), Oberamtmann und Landrat
- Curt Dietz (1882–1965), deutsch-US-amerikanischer Unternehmer und Geologe
- Wilhelm Fuchs (1886–1973), Jurist und Bibliothekar
- Hans Iber (1886–1946), Reichsgerichtsrat
- Friedrich Jahn (1888–1984), Arzt
- Ernst Bodesheim (1890–1966), Politiker (FDP), Abgeordneter des Bayerischen Landtages
- Curt Jahn (1892–1966), deutscher Offizier, zuletzt General der Artillerie im Zweiten Weltkrieg
- Karl Tripp (1900–1973), Paläontologe
- Kurt Schlesinger (1902–1964), Mechaniker jüdischer Abstammung und NS-Kollaborateur im Durchgangslager Westerbork
- Adolf Lohse (1902–1967), Ökonom und Manager
- Gustav Rosenberger (1909–1983), Tierarzt und Hochschullehrer für Rinderkrankheiten an der Tierärztlichen Hochschule Hannover
- Gerhard Könitzer (1917–1999), Erfinder und Unternehmer
- Bernhard Böttner (1924–2013), Pianist und Dirigent
- Eberhard Weis (1925–2013), Historiker
- Günter Pappenheim (1925–2021), Widerstandskämpfer
- Hans-Herbert Möller (* 1926), Kunsthistoriker und Denkmalpfleger
- Heinz Köhler (1928–1986), Verleger
- Jörg Peter (* 1931), Bauingenieur
- Heinz Roth (* 1931), MfS-Offizier
- Werner Lesser (1932–2005), Skispringer
- Hartwig Kelm (1933–2012), Chemiker, Intendant des Hessischen Rundfunks
- Karl-Heinz Röder (1935–1991), Staats- und Rechtstheoretiker
- Gerhard Katzung (1935–2008), Geologe
- Karl-Heinrich Bieritz (1936–2011), evangelischer Theologe
- Gunther Hildebrandt (* 1936), Historiker
- Hans-Dieter Clemen (1937–2010), Judoka
- Wolfgang Wicht (* 1937), Anglist, Professor für Geschichte der englischen Literatur an der PH Potsdam
- Dietrich Papsch (* 1938), Umweltaktivist und Buchautor
- Hans-Peter Häfner (* 1938), Politiker (CDU)
- Eva Kolinsky (1940–2005), deutsch-britische Germanistin, Soziologin und Hochschullehrerin
- Angela Steinmüller (* 1941), Mathematikerin und Schriftstellerin
- Peter Eck (1944–1968), Todesopfer an der innerdeutschen Grenze
- Michael Berger (1944–2002), Mediziner, Internist und Diabetologe, Hochschullehrer
- Gerd Schulze (1945–2006), Programmierer und Politiker, Mitglied des Abgeordnetenhauses von Berlin
- Lothar Schirmer (* 1945), Verleger und Kunstsammler
- Wolfgang Boettcher (* 1945), Germanist
- Elke Kast (1946–1993), Fernsehansagerin
- Wieland Giebel (* 1950), Autor, Herausgeber und Verleger
- Gerhard Schneider (* 1950), Politiker, Oberbürgermeister der Stadt Eisenach
- Barbara Bechmann (* 1950 in Wernshausen), CDU-Politikerin, Mitglied des Thüringer Landtags
- Andreas Reinhardt (* 1951), Journalist
- Christa Moog (* 1952), Schriftstellerin
- Ulrike Apel-Haefs (1952–2009), Politikerin (SPD)
- Manfred G. Schmidt (* 1952), Epigraphiker
- Heiko Salzwedel (1957–2021), Radsportler, Radsporttrainer und Olympiasieger als Trainer
- Petra Sonntag (* 1957), ehemalige Judoka und Ehrenbürgerin von Schmalkalden
- Stefan Ritter (* 1959), Klassischer Archäologe und Hochschullehrer
- Kirsten Tackmann (* 1960), Politikerin (Linkspartei)
- Wolfgang Nickel (* 1960), Glaskünstler
- Gerald Ullrich (* 1962), Politiker (FDP)
- Peter Kunzmann (* 1965), Fußballspieler
- Frank Luck (* 1967), ehemaliger Biathlet
- Susanne Nickel (1967–2016), Buchkünstlerin
- Sven Fischer (* 1971), ehemaliger Biathlet und Ehrenbürger von Schmalkalden[34]
- Kai Lehmann (* 1971), Historiker
- André Knapp (* 1973), Kommunalpolitiker und Oberbürgermeister von Suhl
- Anja Knippel (* 1974), Leichtathletin
- Steffi Jacob (* 1975), Skeletonpilotin
- Kati Wilhelm (* 1976), ehemalige Biathletin
- Alexander Wolf (* 1978), ehemaliger Biathlet
- Andreas von Chrzanowski (* 1979), Graffiti-Künstler
- Tino Ullrich (* 1980), Mathematiker und Hochschullehrer
- Kati Klinzing (* 1982), Skeletonpilotin
- Frank Jacob (* 1984), Historiker und Japanologe
- Stefanie Szczurek (* 1986), Bobfahrerin
- Juliane Döll (* 1986), ehemalige Biathletin
- Robert Eberhardt (* 1987), Verleger, Galerist und Autor
- Tony Granz (* 1987), Basketballspieler
- Janin Pisarek (* 1990), Kulturwissenschaftlerin, Erzählforscherin, Autorin, Illustratorin
- Christin Ulrich (* 1990), Gewichtheberin
- Florian Menz (* 1994), Skispringer
- Antonia Horn, geborene Fräbel (* 1997), Skilangläuferin und Biathletin

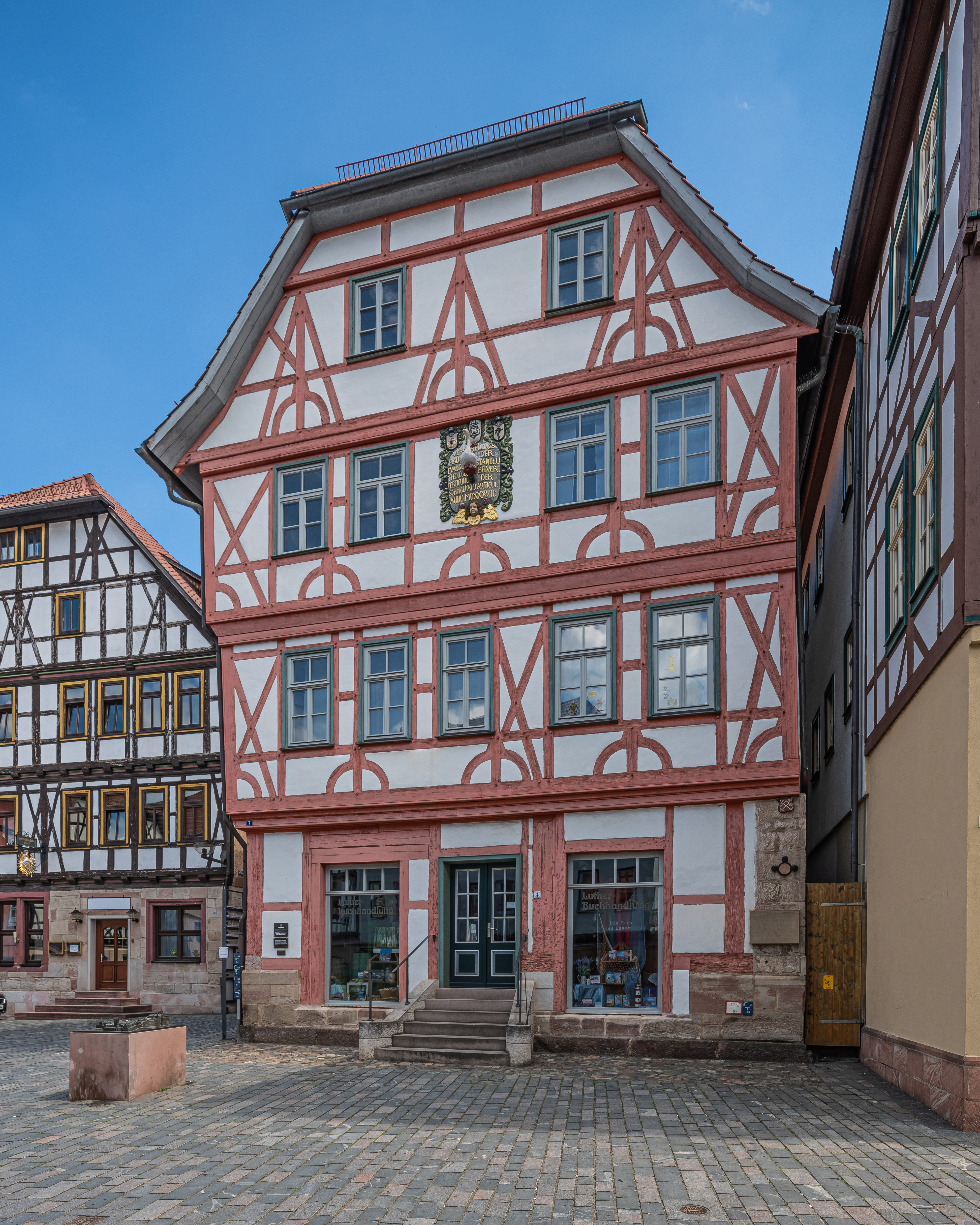
Lutherhaus, in dem der Reformator während seines Aufenthaltes 1537 wohnte

- Vanessa Voigt (* 1997), Biathletin

### Weitere Persönlichkeiten
- Caspar Aquila (1488–1560), Reformator, Dekan von Schmalkalden
- Samuel Fischer (1547–1600), Professor, Pfarrer und Superintendent, lebte zeitweise in Schmalkalden
- Hieronymus Praetorius (1595–1651), Superintendent von Schmalkalden
- Johann Nikolaus Tischer (1707–1774), Organist und Komponist, lebte in Schmalkalden
- Johann Friedrich Doles (1715–1797), Komponist, ging in Schmalkalden zur Schule
- Johann Jakob von Pistor (1739–1814), russischer Generalleutnant und die Familie betrieb eine Gewehrfabrik in Schmalkalden
- Johann Gottfried Vierling (1750–1813), Organist und Komponist, lebte in Schmalkalden
- Hans Adolph Friedrich von Eschstruth (1756–1792), Jurist und Komponist, ging in Schmalkalden zur Schule
- Friedrich Haeffner (1759–1833), Komponist, Hofkapellmeister in Stockholm, danach Director Musices Universität Uppsala, absolvierte seine Ausbildung zum Organisten in Schmalkalden
- Andreas Wiß (1788–1816), Dichter, besuchte das hiesige Lyzeum und starb in Schmalkalden
- Johann Julius Louis Burhenne (1831–19. Jh.), Bürgermeister in Schmalkalden von 1869 bis 1874
- Friedrich von Basse (1893–1972), Politiker (SPD), Landrat in Schmalkalden
- Walter Kolb (1902–1956), Politiker (SPD), 1932 zum Landrat von Schmalkalden gewählt
- Hermann Danz (1906–1945), Politiker (KPD) und Widerstandskämpfer gegen den Nationalsozialismus, wuchs in Schmalkalden auf
- Arthur Rudolph (1906–1996), Raketeningenieur, studierte zwischen 1921 und 1924 in Schmalkalden
- Dieter Wittich (1930–2011), Philosoph, wuchs in Schmalkalden auf
- Alois Bräutigam (1916–2007), Stadtverordneter (SED) 1946–1949
- Jens Goebel (* 1952), Politiker (DSU, dann CDU), ehemaliger Thüringer Kultusminister, 1991 bis 1999 Professor an der Fachhochschule Schmalkalden
- Katrin Apel (* 1973), Biathletin, absolvierte ihre Berufsausbildung in Schmalkalden
- Monique Riekewald (* 1978), Skeletonpilotin, studiert in Schmalkalden
- Ludwig Pappenheim (1887–1934), Politiker (USPD, SPD), 1919–1933 Landtagsabgeordneter, 1934 im KZ Neusustrum ermordet